# 侍戦隊シンケンジャー
『侍戦隊シンケンジャー』（さむらいせんたいシンケンジャー）は、2009年2月15日から2010年2月7日まで、テレビ朝日系列で毎週日曜7時30分 - 8時（JST）に全49話が放送された、東映制作の特撮テレビドラマ、および作中で主人公たちが変身するヒーローの名称。ハイビジョン制作。
キャッチコピーは「天下御免!!」。

## 概要
本作品のモチーフは、スーパー戦隊シリーズとしては初となる侍である。プロデューサーの宇都宮孝明は、最初に和風の戦隊でやることを決め、華やかなイメージがあり、キャッチーで分かりやすいものとして「侍」モチーフになったという。本作品の戦隊メンバーはレッドが殿、他がそれに対する家臣という設定であり、メンバーの中に明確な上下関係が存在する。この上下関係と武士道が本作品のストーリーと人間関係を構成する基本軸となる。だが、今の子供には「主従関係」が分からないため、上下関係は存在するものの、単に設定するものであり、キャラの関係性は違うところにあるなど、上下関係よりも5人のキャラクターの性格付けを気にしており、それぞれキャラや設定がズレたものとなっている。キャラ設定も一人ずつ要素を当てはめるのではなく、5人をある程度分けて、「現代的と古風」や「ボケとツッコミ」など対照的な要素の組み合わせで分けている。そのため、第1クールは5人の関係性をできるだけ描くため、2人をピックアップすることで、5人の関係性を描く構成を取っている。
本作品は和の意匠がふんだんに取り入れられた和風の戦隊となっている。基本装備は刀、変身アイテムは携帯電話が変形した筆であり、その筆で書かれた漢字に宿る力モヂカラ（言霊をモチーフとしている）で変身や技の使用を行う。戦隊スーツは着物、そしてマスクは漢字を全面に貼り付けたデザインと、和風色の強い造形となっており、稽古時および変身前、変身バンクも袴姿である。アクションはチャンバラが主体の時代劇風の味付けが施されていた。折神と呼ばれるロボは、折り紙をモチーフとした式神であり、メインの5体はエンブレム型・動物型・巨大ロボへの合体と3形態の変形を行う。また、合体ロボも和風を意識し、追加パーツの合体は鎧兜を装着するイメージで開発されている。
プロデューサーの宇都宮孝明が意図した本作品のコンセプトは、「真面目に馬鹿なことをやろうとする」である。レッドの性格設定もそれに合わせて本来は二番手に来る「冷静沈着で、クールな青年」となっており、世界観に合わせて名乗りも動きを抑えた近年にない静かな型となっている。冷静沈着なリーダータイプのレッドは『轟轟戦隊ボウケンジャー』以来3作品ぶり。
バンダイの決算短信によれば、本作品の放送された2009年の戦隊玩具の売り上げは105億円となった。

### 特徴

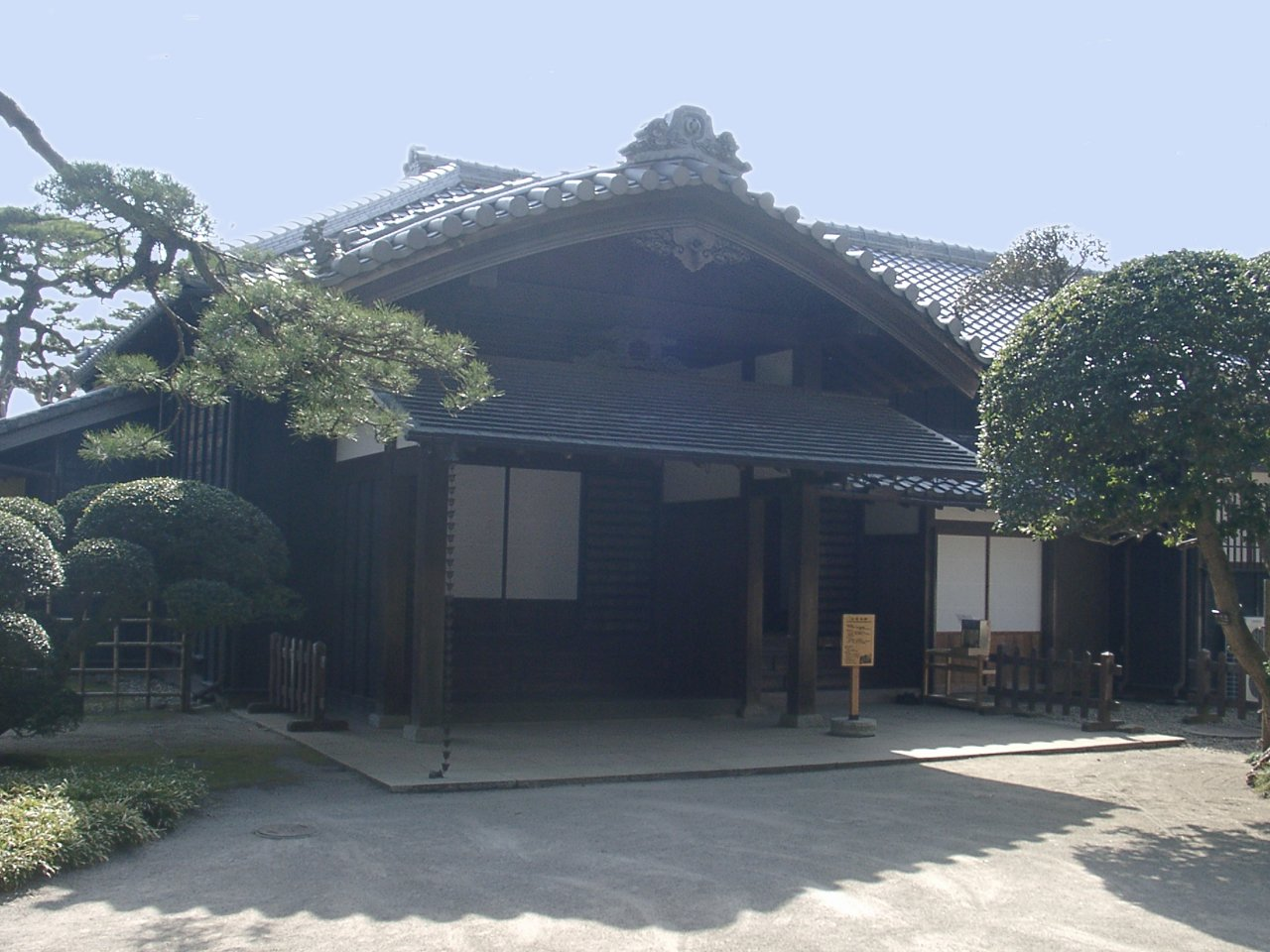
（旧堀田邸）
主人公たちが本拠地とする志葉家の屋敷として、屋外・内の撮影に使われる旧大名家の和風建築物。国の重要文化財（建造物）

本作品では、戦隊シリーズの伝統となっていた「フィルム撮影」「オールアフレコ」という2つの撮影方式が廃止された。シリーズで長年使われた16mmフィルムカメラに代わり、最新のデジタルシネマカメラ「レッド・ワン」を本作品で初めて採用。これによりフィルム時代の撮影機材やノウハウをそのまま流用しながら、ビデオ撮影に転換することに成功する。また、従来の戦隊シリーズでは、撮影の際に一切音声を録音せず、全ての音声をアフレコで収録していたが、本作品では役者が顔出しで演じる場面のみ、現在の一般的なドラマと同じ撮影同時録音方式となる。
アクションは時代劇を意識したチャンバラであり、これは本作品の最大のコンセプトの1つである。そのため従来のシリーズと異なり、殺陣も斬られたら死ぬというリアリティを意識し、「攻撃は受けるか、かわす」を基本として組み立てられる。また従来のスーパー戦隊シリーズの多くは、巨大化してロボットと戦う敵はゲスト怪人だけだが、本作品はゲスト怪人だけでなく巨大な戦闘員が登場する場合もあり、斬られ役となる戦闘員多数を相手にシンケンジャーが操る侍巨人が立ち回りをする時代劇のクライマックスシーンと同様の展開も見られる。
戦隊の本拠地となる志葉家の屋敷の撮影には、国の重要文化財である和風建築「旧堀田邸（千葉県佐倉市）」が使用され、一風変わった印象を与える赤い壁の室内（奥座敷）のセットは、「アメリカ人が考えた日本」をイメージして作成されている。
『救急戦隊ゴーゴーファイブ』以降は、アパレル商品を展開するため、戦隊メンバーは揃いの制服やジャケットを着ることが慣例になっていたが、本作品では常時私服を着用する。他方、私服の中にシンケンジャーに関係するデザインがワンポイントとして入るなど、より「普段着」に近い形でアパレル商品の展開は継続される。

### 『仮面ライダーディケイド』との共演
同時期に放送していた『仮面ライダーディケイド』とのコラボレーション企画として同番組への出演もしている。現役の「戦隊」と「ライダー」のテレビシリーズにおける競演は過去の東映ヒーロー作品としても、スーパー戦隊シリーズおよび仮面ライダーシリーズの国内放送においては両シリーズともに初である。
第二十幕では翌週、第二十一幕では直後に放送される『ディケイド』にリンクするCパートがエンディング前に挿入され、Cパートの終了シーンは『ディケイド』の本編終了時と同じディケイドライバーのバックルが閉じる描写であり、その後にエンディング（この時は本放送では「四六時夢中 シンケンジャー 〜銀幕版〜」）が流れる構成となっていた。ストーリー上は第二十幕エピローグより『ディケイド』第24話→本作品第二十一幕→『ディケイド』第25話の順になる。また、本作品第二十幕のシーンは一部のカメラアングルこそ異なるものの『ディケイド』第24話のアバンとしても使われており、DVDでもオンエア版をほぼ完全収録している。
なお、本作品のコンプリートBlu-ray BOX2には、『ディケイド』第24話と第25話が当時の放映順のままで本編扱いとして同時収録されている。

## あらすじ
この世とあの世の狭間を流れる三途の川に棲む妖怪外道衆。外道衆は遥かな昔から人間たちを襲い苦しめてきたが、300年前（1709年）より外道衆と戦い続けてきた者たちがいた。
彼らの名は侍戦隊シンケンジャー。志葉家の当主とその家臣で構成された“侍”たちである。彼らはモヂカラと呼ばれる不思議な力を操りながら戦い、先代当主の時代には、外道衆の大将血祭ドウコクの封印に成功した。
時は流れ2009年。志葉家の現当主を務める志葉丈瑠は、当初はシンケンレッドとして一人で外道衆と戦っていたが、外道衆の本格的な攻勢が始まることを察知した後見役の日下部彦馬は、いずれ一人での戦いに限界が来ることを危惧し、家臣の子孫である4人の若者を招集した。

## 装備・戦力

### 共通装備
モヂカラ
300年以上前、角笛の山で発見された書いた文字に生命エネルギーを注ぎ込むことによって具現化させる力。シンケンジャーの力の源でもある。
モヂカラの研究をする中で牛折神が偶然にも作られたが、その力から封印される。その後外道衆に対抗するためモヂカラを使いこなす志葉家、その家臣となる池波家・白石家・谷家・花織家が組織を作った。それが侍戦隊シンケンジャーである。また、榊原家のように侍の一族でなくても、モヂカラを使える者もいる。
モヂカラはショドウフォン（榊原家は普通の筆に似た物）で字を書くことで発動するが、漢字の書き順を間違えたり書く者の気持ちが弱いと効果が発揮出来ない。文字を組み合わせることでパワーアップさせることも可能。メンバーはそれぞれ自分の受け継いだモヂカラに関連する属性の文字を得意とする。また短期間での連続の使用や高度な文字の使用（「夢」のモヂカラで眠っている相手の夢に第三者を送り込むなど）は体力を消耗する。またそのモヂカラが込められた秘伝ディスクを使用することでも発動可能。
モヂカラを戦力・具現化する以外に発展的に使用した物はたくさんおり、特に源太が使用する物は電子モヂカラと呼ばれ、彼が独自に開発した物である。効果は普通のモヂカラとほぼ同様だが、具現化した物は機械のような能力を得る。だが電子モヂカラも自身の体力を使用するため、インロウマル制作の際は源太もかなりの体力を使用した。
『天装戦隊ゴセイジャーVSシンケンジャー エピックon銀幕』ではゴセイジャーが使用する「天装術」と組み合わせることでより大きな力を発揮している。
以下、劇中で使用されたモヂカラを記載する。ただし変身に使用する文字は省略する。
- なるべく簡単で具体的な漢字一文字を書くことで実現するものとなったが、小さな子供は漢字自体読めないことが前提にあるため、崩したフォントの筆文字を使用することで画としての美しさを狙っている。

| 発動文字   | 効果 |
| ---------- | --- |
| 馬         | 白馬を召喚する。 |
| 大         | 初期折神の上に書くことで折神大変化を発動する。インロウマル完成後はあまり使用されていない。ダイゴヨウの巨大化やモウギュウバズーカの巨大化にも使用される。 |
| 沫         | 沫（しぶき）を具現化する。ただし使用者に返ってくるので注意が必要。 |
| 石         | 石を具現化する。第二幕では大きめの石に変化し、そのまま地面に落ちたが、第六幕では小さめの複数の石に変化し、ズボシメシの口を塞いだ。 |
| 風         | 「風」を具現化する。劇中ではそよ風が吹いた。 |
| 草         | 劇中では千明が書き順を間違え発動しなかったためどのような物かは不明。 |
| 合         | 侍合体のモヂカラを発動し、折神をシンケンオー・ダイテンクウ・サムライハオー（『侍戦隊シンケンジャーVSゴーオンジャー』のみ）に合体させる。侍合体ディスク登場後はほとんど使用されていない。 |
| 斬         | シンケンオーの必殺技ダイシンケン・侍斬りを発動する。詳細は#秘伝ディスクの項を参照。 |
| 葉         | 葉を具現化する。劇中では多くの木の葉に変化した。 |
| 思         | 対象人物の思い出を一時的に具現化する。 |
| 竿         | 竿状の物体を具現化する。劇中では舵木折神を釣り上げるために釣り竿を具現化させた。 |
| 捕         | 捕獲のモヂカラを発動する。詳細は#秘伝ディスクの項を参照。 |
| 旨         | 旨味のモヂカラを発動する。舵木折神を釣り上げるために木札に込め、餌の代わりに使用した。 |
| 影         | 自身の影武者を具現化する。劇中では茉子以外の4人の変身後の姿が具現化された。 |
| 反         | 敵の攻撃を跳ね返す。その他にヒトミダマの呪縛から対象物を解放させる効果を持つ。虎折神の解放にも使用された。詳細は#秘伝ディスクの項を参照。モヂカラとしては相当のパワーがあるようで、対象人物が死ぬ可能性もある。 |
| 紙         | 折紙ほどの大きさの和紙を具現化する。 |
| 超         | 超侍合体のモヂカラを発動し、折神をテンクウシンケンオーに合体させる。発動にはゴールド以外の5人が揃っている必要がある。「合」の文字と同様に超侍合体ディスク登場後はほとんど使用されていない。 |
| 嵐         | 風が土煙を巻き上げる嵐を具現化する。ピンクとイエローがそれぞれ「山」「風」の文字を合体することで発動する。 |
| 岩         | 岩石を具現化する。前述の「石」のモヂカラの強化版。効果はほぼ同様だが、1つの岩にした場合は「石」より大型になる。また「枝」と組み合わせることで壁を作ることが可能。 |
| 枝         | 木の枝を具現化する。また「岩」と組み合わせることで壁を作ることが可能。 |
| 波         | 波浪を具現化する。前述の「沫」のモヂカラの強化版で、「沫」より大きな物を発動可能。 |
| 守         | 対象物を守護する。志葉家の屋敷に結界状に張られており、これによって志葉家の隙間から外道衆が入って来ることは不可能。 |
| 刀         | シンケンマルを具現化する。自身の意思でも召喚可能なため、使用されたケースはごく一部である。 |
| 煙         | 濃煙を具現化する。目晦まし・逃亡に使用する。 |
| 海老       | 海老折神を具現化する。ただ具現化するのは折神の器自体で、完成には後述の「活」のモヂカラが必要である。 |
| 活         | 対象物に活動エネルギーを与え、巨大化させる。劇中では海老折神を完成させるために源太が一人で海老折神にこのモヂカラを与えていたが、ウサカタネの力の前に完成が急がれ、ことはを除く5人の力で海老折神に与えられた。 |
| 変         | 「侍変形」のモヂカラを発動し、海老折神をダイカイオーに変形させる。 |
| 竹         | 長い竹竿を具現化する。竿先から密室への突入に使用される。 |
| 真         | 真の侍（スーパーシンケンジャー）を発動するためのインロウマルの製作に使用された。 |
| 滅         | 敵を滅するためのターゲットをロックし、ダイカイシンケンオーの必殺技折神大開砲を発動する。 |
| 夢         | 対象人物の夢の中に侵入するための入り口を作る。高度な文字であるため、使用者には大きなモヂカラが要求される。 |
| 侍         | 対象物に「侍」の力を込める。寿司恐怖症で変身出来なくなった源太がダイゴヨウ製作のために使用した。 |
| 穴         | 地面に書くことで抜け穴を具現化する。また2つの穴を作るとそれらは地下でつながる。 |
| 開         | 対象物が封印された門を開いて解放する。劇中では牛折神の封印を解く際、祠の「开」と榊原ヒロの「門」のモヂカラを組み合わせて発動した。 |
| 王         | 牛折神を制御するためのモヂカラ。榊原家に代々伝わり、これを祠に打ち込むことで牛折神を操れる。牛ディスクにも込められており、牛折神をモウギュウダイオーに変形させる。 |
| 砕         | 対象物を玉砕する。ディスク（詳細は#秘伝ディスクの項を参照）に込められ、榊原藤次が所持していたが、実際使われなかったので具体的な効果は不明。 |
| 壁         | レンガの壁を具現化する。 |
| 封印の文字 | 血祭ドウコクを封印可能な最強のモヂカラ。それゆえに負担も大きい上、書くのに手間がかかる。テレビシリーズでは、薫と彼女の父である雅貴が使用。雅貴のは不完全なものながらもドウコクを一時的に封印することに成功。薫のは完全なものだったがドウコクが太夫を取り込んだために封印できなかった。『天装戦隊ゴセイジャーVSシンケンジャー』では、護星界に向けられた三途の川の水を防ぐためにハイパーシンケンレッドとスーパーシンケンジャー5人が1部首ずつに分けて使用した。 |
| 火人火     | 志葉家の「火」のモヂカラでそれはとても破壊的。ディスク（詳細は#秘伝ディスクの項を参照）に込めた場合、1度使用しただけで破壊してしまう。 |
| 双         | 対象となった烈火大斬刀を双刃にする。丹波が得意とするモヂカラで、彼がこのモヂカラを込めたディスク（詳細は#秘伝ディスクの項を参照）を丈瑠に渡した。 |
| 縛         | 対象物を金縛りにする。一部首ずつ（「糸」「十」「田」「寸」「﹅」）に分けレッド以外の5人が使用した。 |
| 防         | 『侍戦隊シンケンジャーVSゴーオンジャー 銀幕BANG!!』で使用。「守」のモヂカラに似ているが、こちらは直接の攻撃を防ぐ。『海賊戦隊ゴーカイジャー』ではシンケンゴールドに豪快チェンジしたゴーカイシルバーが使用。 |
| 車         | 『侍戦隊シンケンジャーVSゴーオンジャー 銀幕BANG!!』で使用。自動車を具現化する。劇中では深紅のオープンスポーツカーが実体化された。 |
| 蔦         | 『天装戦隊ゴセイジャーVSシンケンジャー エピックon銀幕』で使用。長い蔦を具現化する。 |
| 護         | 『天装戦隊ゴセイジャーVSシンケンジャー エピックon銀幕』で使用。敵の攻撃から対象者を護る。一部首ずつに分け4人が使用。 |
| 解         | 『仮面ライダー×スーパー戦隊×宇宙刑事 スーパーヒーロー大戦Z』で使用。システムロックを解除する。 |

隙間センサー（）
「受」のモヂカラが宿った鈴、それにおみくじからなるセンサー。
志葉当家に本体が、外の様々な場所に「諜」と書かれた多数の端末が設置されており、外道衆の出現に反応した端末からの電波を受けて本体が鳴動、鈴の音とともに併せて出てきたおみくじ棒の番号からその出現場所を地図で特定する仕組みとなっている。また隙間から逃げる外道衆に手近の端末を投げつけ、これを付着させることで発信機代わりに応用したこともある。
一部の外道衆にもその存在は知られており、シンケンジャーをおびき寄せる目的で意図的に逆用されたこともある。
最終決戦の際、おみくじが勢いよく無数に出たことで、彦馬は「三途の川が溢れた」と察知した。

#### 秘伝ディスク
秘伝の技によって特殊な力が折り込まれたディスク型のアイテム。主にシンケンマルに装填して回転することで能力を発揮する。使用時以外はシンケンジャーのベルトのバックルに収納される。志葉家には多くの秘伝ディスクが受け継がれていたが、そのほとんどが散逸し行方不明になっていた。
折神の力が折り込まれた物は下記の技の使用時以外は後述の専用武器に装填して使用する。
折神が収納されたディスクは、使いこなすには他のディスクを使用する際の2倍以上のモヂカラを必要とする。収納された折神を呼び出して操縦する・折神をシンケンオーに侍武装させて操縦する・烈火大斬刀を大筒モードに変形させることなどに使用される。
- モチーフは刀の鍔で、現実に収集家が存在していることからコレクションアイテムに選ばれ、さらに現代的な要素としてデータディスクとしての側面も加えられた[27]。バンダイデザイナーの野中剛は、前作『炎神戦隊ゴーオンジャー』の炎神ソウルが音声を主としたアイテムであったことから本作品では映像を扱うアイテムとし、またジャパニメーションを和風の要素と解釈しプラキシノスコープの要素を取り入れたとしている[28]。しかし、8コマでは映像のバリエーションを作りづらく、劇中でも演出が難しかったことを反省点として挙げており、ギミックよりも本編でのディスク交換の演出に助けられたと述懐している[28]。

共通ディスク
全員が持つ黒いディスク。普段はシンケンマルに装填して鍔として機能し、シンケンマルを専用武器に変化させることも可能。
獅子ディスク（）
レッド専用。獅子折神の「火」の力が折り込まれている。
火炎の舞い（）
炎を帯びた刃で一刀両断する技。
真・火炎の舞い（）
獅子ディスクをスーパーシンケンマルにセットして放つスーパーシンケンレッドの技。
龍ディスク（）
ブルー専用。龍折神の「水」の力が折り込まれている。
水流の舞い（）
水流を帯びた刃で一刀両断する技。
真・水流の舞い（）
龍ディスクをスーパーシンケンマルにセットして放つスーパーシンケンブルーの技。
水の幕（）
視界遮断・緊急脱出用の技。水の幕を張って姿を隠す。
亀ディスク（）
ピンク専用。亀折神の「天」の力が折り込まれている。
天空の舞い（）
風を帯びた刃で一刀両断する技。
真・天空の舞い（）
亀ディスクをスーパーシンケンマルにセットして放つスーパーシンケンピンクの技。
熊ディスク（）
グリーン専用。熊折神の「木」の力が折り込まれている。
木枯らしの舞い（）
木の葉を舞い散らせながら木の字に一刀両断する技。
真・木枯らしの舞い（）
熊ディスクをスーパーシンケンマルにセットして放つスーパーシンケングリーンの技。
木の字斬り（）
木の字を描くように敵を切り裂く。
猿ディスク（）
イエロー専用。猿折神の「土」の力が折り込まれている。
土煙りの舞い（）
土煙で敵の目を晦まして一刀両断する技。
真・土煙りの舞い（）
猿ディスクをスーパーシンケンマルにセットして放つスーパーシンケンイエローの技。
土の字斬り（）
土の字を描くように敵を斬り裂く。
猿回し（）
自ら高速回転しながら敵を一刀両断する技。
真・猿回し（）
猿ディスクをスーパーシンケンマルにセットして放つスーパーシンケンイエローの技。
兜ディスク（）
兜折神が収納されている。折神が収納されたディスクのうち、唯一現在の志葉家に残され受け継がれて来た。当初は丈瑠が所持しており、一時は茉子に渡されるが、紆余曲折を経て千明が所持することになる。属性は樹木。
兜五輪弾（）
兜ディスクを烈火大斬刀・大筒モードにセットし、兜折神を象った弾丸を放つ。
舵木ディスク（）
舵木折神が収納されている。舵木折神を釣り上げた流ノ介が所持する。ウォーターアローに装填してアヤカシ・ヤミオロロの毒を浄化する雨を降らせることも可能。
舵木五輪弾（）
舵木ディスクを烈火大斬刀・大筒モードにセットし、舵木折神を象った弾丸を放つ。
虎ディスク（）
虎折神が収納されている。虎折神の呪縛を解き放った丈瑠が所持する。属性は熱。
虎五輪弾（）
虎ディスクを烈火大斬刀・大筒モードにセットし、虎折神を象った弾丸を放つ。
烏賊ディスク（）
烏賊折神が収納されていたが、現在は収納されておらず後述のように烏賊折神は小さくなってゴールド寿司の屋台の水槽の中にいる。幼少のころに丈瑠が約束・友情の証として源太に授けた物で、烏賊折神を召喚する際に使用される。属性は冷気。
烏賊五輪弾（）
烏賊ディスクを烈火大斬刀・大筒モードにセットし、烏賊折神を象った弾丸を放つ。レッドではなくゴールドが使用した。
海老ディスク（）
海老折神・ダイカイオーを操るためのディスク。これまで登場した秘伝ディスクと異なり、海老の描かれた海老折神面・ダイカイオーの顔が描かれたダイカイオー面のリバーシブルになっている。属性は光。
恐竜ディスク（）
恐竜折神の力が折り込まれたディスク。「夏の陣」（『銀幕版』）で入手した物であり、その後もシンケンジャーが所持している。
牛ディスク（）
牛折神の力を制御するためのディスク。「王」のモヂカラが折り込まれており、牛折神をモウギュウダイオーに変形させることも可能。
寿司ディスク（）
ゴールド専用。「光」の力が折り込まれている。曲線部分を折り畳んで寿司ネタのようにしてスシチェンジャーに装填する。サカナマルの鍔としても機能する。
百枚おろし（）
敵に高速攻撃を仕掛けて切り裂く。
千枚おろし（）
百枚おろしの強化版。
スーパーディスク
シンケンジャーをスーパーシンケンジャーに強化変身させるためのディスク。スーパーシンケンマルの鍔としても機能する。
盾ディスク（）
折神・侍巨人の操縦に使用される。ダイシンケンに「斬」のモヂカラを込めることも可能。
侍合体ディスク（）
「合」のモヂカラが込められたディスク。「折神大変化」による折神の巨大化などの手順を踏まずにシンケンオーへの合体を可能にする。インロウマルに装填した際は電子音声が発声されない。
超侍合体ディスク（）
「超」のモヂカラが込められたディスク。折神の収納された秘伝ディスクが無い場合でもその折神を呼び出すことが可能で、テンクウシンケンオーへの合体に使用される。侍合体ディスクと同様にインロウマルに装填した際は電子音声が発声されない。
真侍合体ディスク（）
真侍合体を発動するためのディスク。ダイカイシンケンオーの操縦にも使用される。折神の収納された秘伝ディスクが無い場合でもその折神を呼び出すことが可能。
全侍合体ディスク（）
「全」のモヂカラが込められたディスク。全侍合体を発動し、サムライハオーの操縦にも使用される。牛ディスクと共に牛折神の車輪を構成しており、双方のディスクに込められたモヂカラ・見た目がよく似ている（王という字と全という字）。
最終奥義ディスク（）
スーパーモウギュウバズーカに装填して使用するディスク。
助太刀ディスク（）・攻撃ディスク（）
共にダイゴヨウの攻撃用のディスクで、それぞれ「光」「回転」の属性を持っている。
雷撃ディスク（）
「稲妻」の力が折り込まれている。
雷電の舞い（）
雷を帯びた刃で一刀両断する技。通常はレッドが所持しているが、誰でも使用可能。
火炎雷電の舞い（）
獅子ディスクをセットしたシンケンマルとの二刀流で繰り出す技。
捕ディスク（）
野生化した舵木折神を釣り上げるために流ノ介が釣竿のリールに取り付けて使用した、「捕」のモヂカラを込めたディスク。捕獲に成功した後は舵木折神を宿らせて舵木ディスクに変化した。
反ディスク（）
ヒトミダマに操られた流ノ介を解放するために丈瑠が使用した、「反」のモヂカラを込めたディスク。虎折神にも使用して呪縛を解き、虎ディスクに変化した。
活ディスク（）
「活」のモヂカラを込めたディスク。海老折神を完成させるためのモヂカラを与えるために使用した。
砕ディスク（）
「砕」のモヂカラを込めたディスク。榊原藤次が暴走した牛折神を破壊するために用意した物だが使用されることは無かった。
双ディスク（）
最終幕で丈瑠に託された、丹波の得意とする「双」のモヂカラを込めたディスク。同じ物をもう1つ作り上げる力を持ち、烈火大斬刀をもう一振り出現させた。
『海賊戦隊ゴーカイジャー』第12話にも登場。薫と丹波からジョー・ギブケン（ゴーカイブルー）に託され、シンケンブルーに豪快チェンジしたゴーカイブルーが使用し、シンケンマルをもう一振り出現させた。
志葉家の秘伝ディスク
赤いディスクに志葉家の家紋が記されており、その上に火人火という文字が書かれたディスク。第四十八幕・最終幕で薫が渾身の力で作成した。そのモヂカラは破壊的であり、威力にディスクが耐えられないため、使用可能なのは一度きりである。
2枚作成され、1枚目は丈瑠が使用してダメージを与えたものの、ドウコクを倒しきれずディスクが全壊。2枚目は流ノ介が使用し、ドウコクの一の目に止めを刺した。
『天装戦隊ゴセイジャーVSシンケンジャー エピックon銀幕』ではこのディスクと同様の方法で作られたゴセイカードが存在する。
榊原家の秘伝ディスク
牛折神の力を制御するために作られたディスク。「王」のモヂカラが込められており、榊原ヒロ自身が作った物・ヒロのモヂカラに合わせて彼の父が作った物の2種類がある。ヒロが作った物は牛折神の制御に失敗したが、ヒロの父親が作った物は牛折神の制御に成功し、牛ディスクに変化した。
白ディスク
白地の何も記されていないディスク。逆文字を書き込むことでシンケンマルでの再生が可能となる。再生すると書き込まれたモヂカラが増幅されて発動する。

### 初期メンバーの装備品
ショドウフォン
初期メンバーと薫が所持する折り畳み式携帯電話型の万能ツール。通信などに使用する携帯モード・縦半分に折り畳むことで筆先を出し、文字を書くことでモヂカラを発動する筆モードの2形態をとる。変身後は右腰のホルダーに収納されている。
「一筆奏上（）!」の掛け声と共に、筆モードで各々が受け継いだモヂカラを宙に書き反転させ、通話ボタンを押すことでモヂカラが変化したシンケンスーツを身に纏い、変身を完了する。筆モードでは普通の筆としても用いられ、変身の際と同様に空中に文字を書くことも出来るが、書きかけの状態でしばらく経つと空中に書いた文字は消滅する。空中に書いた文字は反転させることでモヂカラが発動、文字の効果を使用できる。
携帯モードでは一般の携帯電話と同様の機能（写メール・ワンセグ・アプリケーションゲームなど）も使用出来る。作中では千明がショドウフォンでアプリゲームをしている光景が見られた。
茉子とことはのショドウフォンには、それぞれのカラーの根付ストラップが付けられており、茉子は房つきストラップに扇のミニチュアとピンクのちりめん玉がついたもの、ことはは黄色い竹鞠となっている。
300年前に作られた物は本体が木製であるなど、現代のそれとはデザインが少し異なり、彦馬はこの本体に朱色の筆先を備えたショドウフォンを使用する。
- 企画段階では、変身アイテムとして尾が筆になっているタヌキのついているブレスレットが提案されていたが、現代の子供にはブレスレットでは訴求力が弱いとの判断から携帯電話がモチーフとなった。前作『ゴーオンジャー』が携帯電話だったため、本作品ではブレスレットにすることが検討されていたが、ゴーオングリーンとゴーオンブラックがブレスレットで変身していたことから、マスクに漢字が書いてあったため、筆で変身するものとなったものの、インパクトに欠けるため、筆にケータイが加えられた。

シンケンマル
初期メンバー5人が左腰に帯びている万能刀。秘伝ディスクの力を発動させ、モヂカラによってその威力を強化できる他、折神の操縦桿にもなる。またショドウフォンで「刀」のモヂカラを描くことで、変身前でも自在に呼び出し振るうことが出来る。
刀身は特殊合金シケンレス鋼製で、外道衆との戦闘で何回か刃を折られたこともある。また鍔の部分はプラキシノスコープになっており、セットされた秘伝ディスクを回転することにより、ディスクに描かれた模様がアニメーションとして映し出される。『銀幕版』では初代秘伝ディスクに残されたメッセージを虚空に再生している。鞘は無く、帯刀時はシンケンスーツのベルトのジョイント内部に織り込まれた「消」のモヂカラによって威力を打ち消されている。
5人全員が技ディスクを使用することで、連続で攻撃する螺旋の太刀（）や同時に刀の波動で攻撃する五重の太刀（）を繰り出す。4人以下あるいはゴールドとの合体技も存在する。
- 帯刀したままだと、アクションや芝居の邪魔になることから、素手で戦う戦士ではないため、鞘をなくして名乗り時に抜刀してそのまま戦うという、制約から生まれたアイディアのものとなった。

烈火大斬刀（）
レッド専用の巨大な刀。刀型の刀モード・大筒型の大筒モードの2形態をとる。常人では振り回すのが困難なほどの大きさであり、それを活かして敵の飛び道具に対する盾として用いられることも多い。最終幕では双ディスクの力による二刀流を披露した。
刀モードは巨大な刃でありとあらゆる物を断ち切る威力を備え、烈火の刃で敵を一刀両断する百火繚乱（）という技を使える）。
大筒モードでは折神を収納する技ディスクを装填することで、変形時に使用したディスクの折神を模した五輪弾というエネルギー弾を撃ち出し、派生作品も含めこれが必殺技として多用された。発射の際にはレッド1人が構え、他のメンバーは基本的にレッドの横で控えるポーズをとっている。
まれにその回の中心となったメンバーと2人で構えることもあり、またブルーがゲストキャラのリチャード・ブラウンと2人で使用したり、ゴールドを中心にレッド以外の5人で使用したこともある。『仮面ライダーディケイド』にゲスト出演した際には、仮面ライダーディケイド コンプリートフォームが刀モードで使用した。
- 刀身のディテールは、東海道五十三次のように、噴火する富士山、雲や津波を象っている。
- 企画段階では、合体武器も検討されていたが、東映プロデューサーの宇都宮孝明の意向により大きな刀となった。最初は実際に持てないくらいの大きな刀を振り回したいという要望からCGでやる方向で話が進んでいた。当初は秘伝ディスク5枚を並べてセットする形状が提案されていたが、玩具が子供には持てない大きさになるため不採用となり、バンダイ側の提案によりバズーカの要素が加えられた。バンダイデザイナーの野中剛は、なりきり玩具では劇中の楽しさを表現しきれなかったと述懐している。
- シンケンレッドのスーツアクターを務めた福沢博文は、後年のインタビューで思い出深い武器に挙げており、プロップの重量があり、屋外では風の抵抗を受けるなど、扱いが難しかったことを語っている。第一幕・第二幕ではワイヤーを一部のシーンで使用している。またシンケンレッド（薫）のスーツアクターを務めた蜂須賀祐一も、烈火大斬刀のプロップが重かったため蹴り上げるしかなかったことを証言している。

ウォーターアロー
ブルー専用の弓。水の矢で厚さ50cmのコンクリートを射貫く明鏡止水（）という技を使用出来る。
- ブルーの戦士が弓矢を使うという設定は、『秘密戦隊ゴレンジャー』のアオレンジャーを踏襲している。当初は斧の予定であった。

ヘブンファン
ピンク専用の扇。最大瞬間風速100m/sのトルネードで敵を吹き飛ばす迫力満天（）という技を使用出来る。
ウッドスピア
グリーン専用の長槍。モヂカラを込めることで柄の長さを変えることが可能。大量の木の葉で相手の目をくらませる木の葉隠し（）や2.5tの圧力で敵を一掃する大木晩成（）という技を使用出来る。
- 当初は棍棒の予定であった。

ランドスライサー
イエロー専用の大型手裏剣。スライサーを投げて最高時速300km/hで敵を吹き飛ばす奮闘土力（）という技を使用出来る。
- 手裏剣という設定は、初期案でメンバーに忍者が存在していたことの名残である。アクション監督の石垣は、手裏剣のみならず、盾のようにも使えるアイテムで、鎧の手甲をイメージしている。

### スーパーシンケンジャー
全ての折神の力を纏った強化形態で、源太曰く「真の侍」。インロウマルを用いて変身し、使用者は襟に金の縁取りが成された白い陣羽織型の特殊スーツを纏う。劇中での呼び方は「スーパーシンケン○○（各自の色が入る）」。単独でアヤカシを圧倒するほどの戦闘能力を発揮し、「真・火炎の舞」「真・猿回し」のように各自の技の頭に「真」が付いた強化技を使用出来る。
もっともインロウマルは1つのみであるため、スーパーシンケンジャーに変身可能なのは使用者のみである。その使用者も原則としてレッドであり、レッドが戦闘に参加不可能な場合はブルーが変身するため、全員がスーパーシンケンジャーに変身した『天装戦隊ゴセイジャーVSシンケンジャー エピックon銀幕』を含めても、他の3人が変身した回数は各1 - 2回と非常に少ない。
- シンケンマルとインロウマルの合体のみでは弱いことから、シンケンジャーも強化することとなった[27]。強化形態案として、陣羽織のほか鎧や裃をモチーフとしたものも検討されていたが、前者は作品のイメージと異なり、後者は『忍風戦隊ハリケンジャー』のシュリケンジャーと被るため不採用となった[27]。プロデューサーの宇都宮の「アクション時に変わり様が欲しい」という要望から、陣羽織は長くしている[27]。

インロウマル
印籠型のパワーアップツール。歴代のシンケンジャーが全ての折神の力を一つに集めるために製作していた物で、長らく天幻寺に保管されていたのを源太のモヂカラをプログラミングする技術と「真」のモヂカラ、それに全ての折神の力を結集することで完成した。秘伝ディスクを解析可能で、装填したディスクの種類を読み上げる機能を備える。
カバーを展開して内部にスーパーディスクを装填し、上部のボタンを押すことで使用者をスーパーシンケンジャーに強化変身させる。武器の仕様上ゴールド以外の5人が使用可能であり、特製DVDではナナシも使用し、後述のスーパーナナシとなった。
- 企画段階では、ノートパソコン型の秘伝ディスク認識用の装置であったが、侍戦隊であることから、印籠がモチーフとなった。

スーパーシンケンマル
鍔にスーパーディスクを装填し、刀部分にインロウマルを装着したスーパーシンケンジャー専用のシンケンマル。インロウマルに秘伝ディスクを装填することで技や能力を使用出来る。
モウギュウバズーカ
牛折神の特性を基に製作された牛折神の力を秘めたバズーカ砲。榊原家によって作られた物で、主にスーパーシンケンレッドが使用する。名称こそバズーカだが、実際の形状は大筒に類似している。使用時には最終奥義ディスクを装填して威力を高めている。
砲身の上部にスーパーシンケンマルを装着し、さらに最終奥義ディスクをインロウマルに装填することでスーパーモウギュウバズーカへと強化され、「外道覆滅（）」の掛け声により牛折神を模したエネルギー弾を打ち出す。
さらに「大」のモヂカラを込めることで巨大化し、モウギュウダイオーの武器ともなる。
- 企画段階では、モウギュウダイオーとは関係なく火のモヂカラとの関連性から纏とタコをモチーフとしたガトリング砲として検討されていたが、予定していた秘伝ディスクの自動再生ギミックが実現できなかったため、火縄銃をモチーフとしたバズーカ砲に改められ、さらに同時期に登場する牛折神（モウギュウダイオー）に関連付けて牛もモチーフとなり、後部も牛折神の牛車のようにつづらのイメージも残している。スーパーモウギュウバズーカのシンケンマルは、侍戦隊っぽさを残すために、牛の角をシンケンマルの刀身に見立てている。
- 当初はバズーカ単体で見せるというプランであったが、「侍戦隊」であることから、シンケンマルをもう一方の手に持って立ち回りをし、斬りながら撃つこととなった。

### ハイパーシンケンジャー
初代シンケンレッドの力を得て強化変身した恐竜折神の力を纏ったもう1つの強化形態。劇中での呼び方は「ハイパーシンケン○○」。スーパーシンケンジャーのような独自の強化必殺技はないものの、変身にも用いられるキョウリュウマルを駆使し、スーパーシンケンジャーと同等の戦闘能力を発揮する。
使用者が陣羽織型の特殊スーツをまとうのはスーパーシンケンジャーと同様だが、赤を基調としたカラーリングであるなどといった差異も見られる。またインロウマルによらずに変身出来るため、スーパーシンケンジャーとの併用も可能である。主にクサレ外道衆との戦闘時に使用され、テレビシリーズではレッドとグリーンが使用。特製DVDではゴールド、『侍戦隊シンケンジャーVSゴーオンジャー 銀幕BANG!!』ではゴーオンレッドも使用している。
キョウリュウマル
シンケンマルやサカナマルが恐竜ディスクを使用して変化した生ける刀。詳細は『侍戦隊シンケンジャー 銀幕版 天下分け目の戦』を参照。
必殺技は刀身が伸びたキョウリュウマルで一刀両断、もしくはキョウリュウマル自身が敵を貫くキョウリュウマル・天地一閃。ゴールドの場合の名称はキョウリュウマル・黄金一閃。
- 第三十一幕の脚本には「伸びる」という記述があったが、ただ伸びるのではなく、グニャグニャ曲げることとなり、一切キョウリュウマルを持ったレッドが振り向かずに、周囲の敵を剣先のみが次々と斬り倒していくものとなった。

### シンケンゴールドの装備品
スシチェンジャー
源太がモヂカラの研究の末に独力で開発した折りたたみ式携帯電話型の変身ツール。握り寿司のシャリを模していて、待受画面にも「寿司」の文字が書かれている。表示画面の裏側にディスクをはめ込むためのブロックがある。通信などに使用する携帯モード、ディスクを装填して変形させたスシモードの2形態をとる。電子メールを打つ要領で電子モヂカラを発動させる。「光」ボタンを押して変形した寿司ディスクを寿司を握る要領で装填し、「一貫献上（）!」の掛け声と共に前後に動かし、「光」のモヂカラを身に纏うことで変身完了する。「999」+通話ボタンを押して烏賊ディスクを装填することで烏賊折神、「000」+通話ボタンを押して海老ディスクを装填することで海老折神の召喚にも使用される。ショドウフォンと同様に通話・メールの通信機能、GPS機能、録音・録画機能なども装備しており、着信音・ボタン確認音には三味線の音色が使用されている。モヂカラのプログラミングツールとしての機能もあり、海老折神・ダイゴヨウ・インロウマルの作成にも使用された。通常源太は左手で扱う。変身後はショドウフォンと同様に右腰のホルダーに収納されている。
- 寿司をモチーフとした変身アイテムは、初期メンバー用として提案されていたものの1つを転用している。

サカナマル
ゴールド専用の必殺刀。魚を模した鞘・柄、反りが無くやや短めの刀身を持ち、腰の後ろ側に水平に携帯する。シンケンマルと同様にシケンレス鋼製で切れ味が落ちることは無く、ゴールドはこれを居合術や逆手持ちでの攻撃に使用する。鞘は頑丈に造られており、防御・打撃武器としても使用可能。寿司ディスクを装填することで連続で敵を素早く居合い斬りする百枚おろしを使用可能。シンケンマルと同様に折神や侍巨人の操縦桿にもなる。
- 『座頭市』のような居合抜きというバンダイの案に、魚のコンセプトを載せたものとなっている。

ダイゴヨウ
詳細は#ダイゴヨウの項目を参照。

### 合体技
侍閃光波（）
レッドを除く5人の専用武器から閃光を放つ。
シンケンマル四連斬り（）
レッド以外の4人が空中から斬りつける。
シンケンマル天地の舞い（）
ピンクとイエローによる同時攻撃。
シンケンマル水流土煙りの舞い（）
ブルーとイエローによる同時攻撃。
水流百枚おろし（）
ブルーとゴールドによる同時攻撃。

### 折神
シンケンジャーが所有する最新式の動物型式神。モチーフは折り紙。モヂカラによって物理的に出現させる。
本来ならば池波家以下侍4家がそれぞれ各一体ずつ、志葉家が残る折神を所有していたが、長い戦いの間に行方不明・譲渡などを繰り返し、初期メンバー5人が継承したものの他には1体しか残っていなかった。
いつどこでどのように誕生したのか明らかにされていないが、第十九幕で源太が折神を「文字のプログラムみたいな物」と解釈していることから、数多い文字の組み合わせを具現化することで生成されると思われ、過去に解析に成功した者が何人かいることが明言されている。
操縦席は折神を象徴する文字の掛軸（後述の侍巨人ではシンボルマーク）が左右に貼られた金の屏風を背後に置き、兜を模した台座が各配色で前方に設置されている。操縦はコンソールにシンケンマルやサカナマルを刺し込んで起動し、必殺技発動時あるいは離脱時に抜く。
ほとんどは人間の言葉を話すことが不可能（もしくは人前で発言していない）だが、各自明確な意思を持つ。
シンケンオーを構成する5体は初期メンバー5人がそれぞれ襲名と共に所持。普段は小さなエンブレム・エンブレムモードの形で携帯され、「大」のモヂカラを得ることで折神大変化して巨大な動物の姿に変化する。また巨大時でも任意に姿を切り替えることで臨機応変に攻撃や回避を行う。携帯時でも手乗りサイズの動物形態に変形が可能で、探査・追跡・牽制として使用可能。基本的に常日頃仕舞われているわけではなく、劇中では折神同士縁側などで戯れたりする姿が見られる。
初期5体のほかに烏賊折神と海老折神も普段は小型の状態になっており、「ゴールド寿司」の観賞用水槽にて待機している。
- モチーフは獅子やニホンザルなど、和をイメージさせる動物縛りとなっている[27]。和風の戦隊であることから、折紙や箱根細工などの紙製玩具からモチーフを探していき、「ORIGAMI」とアルファベットで書かれた洋書やテレビで見た折紙チャンピオンの番組で、複雑な形に折られたものが多くあることを知ったため、ロボに「折る」動きを取り入れることとなった[65]。企画段階では、初期5体は四角いブロックから変形するデザインが検討されていたが、特撮監督の佛田洋の提案により様々な図形から変形するものとなり[27]、後のエンブレムモードに発展することとなった[65]。デザインを担当したプレックスの菊地和浩は、和風つながりから自身が以前に手がけた『仮面ライダー響鬼』のディスクアニマルと同じような楽しさを意図したことを述べている[27]。
- コンソールは、デザイン作成時にたまたまその辺に熨斗袋があったため、水引を付けている[66]。

獅子折神（）
赤い獅子型の折神。レッドの持つ火エンブレムが変形する。エンブレム状態の形状は将棋の駒の形に近い五角形。炎を噴射して火の玉となり、敵に猛スピードで突撃し、強力な顎で噛み付き、口から吐く紅蓮の炎で戦う。必殺技は、秘伝ディスクを使用し炎を纏って突撃する五角大火炎（）。シンケンオーの頭部・胴体を構成する。
龍折神（）
青い龍型の折神。ブルーの持つ水エンブレムが変形する。エンブレム状態の形状は正六角形。空中を飛行し、水脈のようにエネルギーが流れている長いボディを持つ。口から水流を吐く龍瀑布（）を使用可能。シンケンオーの兜が収容されており、シンケンオー・シンケンダイゴヨウの左脚を構成する。
亀折神（）
銀色の亀型の折神。ピンクの持つ天エンブレムが変形する。エンブレム状態の形状は円形。常に風のエネルギーを放出しており、天空を泳ぐように飛行する。カッターのようなひれで攻撃する他、高速回転することで風の力で台風・竜巻を発生させる。シンケンオー・シンケンダイゴヨウの右腕を構成する。
熊折神（）
緑のクマ型の折神。グリーンの持つ木エンブレムが変形する。エンブレム状態の形状は四角形。大樹のように安定した頑強なボディを持ち、打たれ強さが自慢で、一直線に驀進し、パンチで攻撃する技が得意。シンケンオー・シンケンダイゴヨウの右脚を構成する。
猿折神（）
黄色いサル型の折神。イエローの持つ土エンブレムが変形する。エンブレム状態の形状は三角形。地面に頭部と両手の三点からエネルギーを発生させて力場を安定させ、重力を無視したアクロバティックな動きのひっかき攻撃が得意。シンケンオー・シンケンダイゴヨウの左腕を構成する。
兜折神（）
橙色のカブトムシ（ヘラクレスオオカブト）型の折神。樹木の属性を司り、そのエネルギーを放射する能力に秀でる。主要折神以外では唯一志葉家に残されていた。ボディの周囲に外骨格状のバリアを発生させて、剛健な防御力を発揮する。角カブトホーンのある頭部を回転させながら突進して巨大な角で敵を挟み込んで投げ飛ばしたり、角の間の砲門からエネルギー弾兜砲（）を発射可能。
舵木折神（）
水色のカジキ型の折神。海の属性を司り、浄化の能力に秀でる。先代たちの戦いで行方不明になり海を彷徨っていたところを発見され、流ノ介によって捕獲された。激しく水を放ちながら進み、背ビレと吻で空気を切り裂いて研磨し、周囲を完全に浄化し、邪悪なエネルギーを無効化する。近距離戦では直剣状の吻（）を突進攻撃に使用可能で、遠距離戦では頬から舵木魚雷と呼ばれる弾丸を打ち出す。
- 企画段階では、カジキがブルーの初期折神のモチーフであった。

虎折神（）
白い虎型の折神。熱の属性を司り、熱エネルギーで激しい回転を発生させる能力に秀でる。先代たちがドウコクを封印した際、隙間の地割れに挟まれ動けなくなったところをヒトミダマの術に取り込まれ傀儡となっていたが、丈瑠によって「反」のモヂカラで解放された。四肢がドリル状になっており、腹部の巨大なディスク型車輪を回転させて走行する。ドリルによる地中移動・突進攻撃の他、高速走行によって地響きや地割れを起こし、敵を落とす。
- イカテンクウバスターをデザインした際に、合体を考慮して横腹にジョイントが追加された。

烏賊折神（）
白と藤色の烏賊型の折神。冷気の属性を司り、5本の脚部の吸盤で大気中の熱や水分、敵のパワーを吸収する特殊能力に秀でる。源太が幼少時に丈瑠から貰った物である。途中参戦の折神と同じテーマの内部構造をしており、歯車をデザインの基本としている。
飛行能力を有し、吸収したエネルギーを大量の墨に変換して、敵に吹き付ける烏賊墨砲（）で姿を隠した敵を着色して炙り出したり、張り付いた敵を足で締め上げたり殴り付けたりする他、冷気による攻撃も可能。志葉家を離れスシチェンジャーによって召喚されるようになってからは手乗りサイズでゴールド寿司の生簀にて漂い、源太から「イカちゃん」と呼ばれている。
『ディケイド』とのクロスオーバーでは海東大樹（仮面ライダーディエンド）に盗まれてしまうトラブルが起こったが、チノマナコに奪われたディエンドライバーを取り返す交換条件によって、無事に源太の元へ戻った。
- 企画段階では、当初ゴールド用の折神は1体の予定であったが、海老折神が重戦車のイメージであったことから、他にスマートなものが要望され追加された。デザインはロケットをイメージして細くしており、合体することから三脚を付けている。当初はツリ目になっていたが、悪役に見えることから、丸目に補正された。

海老折神（）
金色と藍色の海老型の折神。光の属性を司り、明るく陽の当たる場所では特に電子モヂカラが伝導しやすい。源太が烏賊折神のプログラムを解析して作られているため、烏賊折神の固有能力（手乗りサイズから巨大ロボット形態での伸縮機能など）を受け継いでいる。基本構造は完成していたが、当初は活動用のモヂカラが不足して動くことさえ出来ず、ことはを除く全員の大量の「活」の電子モヂカラを受けたことで他の折神のように戦闘に参加することが可能となった。当日はことはの誕生日でもあったため、平成21年の同じ日が誕生日となっている。
得意技は両手から強力なパンチを繰り出したり、挟み込んだ敵を投げ飛ばす海老ばさみ（）と巨大秘伝ディスク型にエネルギーを硬化させ、発射する太巻き光輪（）。
「変」の電子モヂカラで後述のダイカイオーに侍変形が可能。
源太からは「エビゾウ」とも呼ばれているが、流ノ介からは「由緒正しい歌舞伎役者の名前を使うな!」と憤慨された。千明からは「エビちゃん」と呼ばれている。
ダイカイシンケンオーに合体する際は上半身の大半を占める。
- 企画段階では、ウマやガマガエルなどがモチーフの候補に挙がっていたが、イメージに合うようなデザインにはならず、子供たちの知っている寿司ネタからモチーフが選ばれた。海老の他にはカニも候補に上がっていたが、いずれも似ているため、現在の形となった。デザインは、シンプルな初期折神との対比から近代折り紙の雰囲気を持たせるために、甲殻類らしいギザギザが強調されている。怖くなることは分かっていたため、丸目にして可愛く補正している。

恐竜折神（）
水色と臙脂色の恐竜（竜脚類）型の折神。志葉烈堂 / 初代シンケンレッドが残した初代秘伝ディスクに収納されていた。鋭い牙の噛み付き攻撃が武器。詳細は『侍戦隊シンケンジャー 銀幕版 天下分け目の戦』を参照。
牛折神（）
赤い牛（牛車）型の折神。突進の属性を司り、秘伝ディスク型の車輪で走れば走るほど、モヂカラが増すため、特に折神の中でもモヂカラを増幅させる能力に秀でる。300年以上前、初代シンケンジャーの誕生よりも昔に作られた元祖折神。モヂカラ発祥当時の研究による偶然の産物であり、後方のディスク型の車輪が回転すればするほどパワーを増して暴走してしまうため、角笛の山に封印されていた。ヒロによってその封印が解かれたが、ヒロのディスクが不完全だったせいか敵味方関係無く暴走し、大ナナシ連中・シンケンオー・ダイカイオーを圧倒した。シンケンジャーと外道衆の争奪戦の末、シンケンジャーの新たな仲間となった。武器は頑強な角と上部にある猛牛砲（）。シンケンオーを後部の牛車上に載せて走行可能で、後述のモウギュウダイオーへ侍変形する機能も持つ。
- 企画段階では、生物モチーフではなくトラックや七福神の宝船、パチンコ台や大きな亀などが検討され、ダイカイシンケンオーとイカテンクウバスターとダイゴヨウを上に載せるという想定であったが、前作『ゴーオンジャー』のエンジンオーG12が好評であったため、本作品でもすべての折神が合体するかたちに改められた。牛車となったのはトラックのイメージの名残である。秘伝ディスクは、『宇宙戦艦ヤマト』の波動砲の粒子の集約をイメージしており、秘伝ディスクのアニメーションが電動で見られるようにミラーを付けていたが、見え方などの関係でオミットされた。
- 上にシンケンオーが乗っているシーンは、人形のほかに日下が中に入ったシンケンオーでも撮られており、後者はミニチュアの牛折神を手前に置いて、日下が奥で芝居しているのをレンズで盗む、というのを一発撮りしている。第三十四幕でのシンケンオーとの絡みは秋の運動会シーズンであったことから、騎馬戦だけでなくピラミッドを組んでいる。

スペック
データは全て大変化後のアニマルモードのもの。
| 名称     | 全高           | 全幅                                           | 全長                                             | 重量             | スピード                 | 出力                |
| -------- | -------------- | ---------------------------------------------- | ------------------------------------------------ | ---------------- | ------------------------ | ------------------- |
| 獅子折神 | 20.1 m[63][67] | 19.3 m[63][67]                                 | 26.5 m[63][67]                                   | 800 t[63][67]    | 500 km/h（走行）[63][67] | 600万馬力[63][67]   |
| 龍折神   | 19.3 m[63][67] | 8.5 m[63][67]                                  | 52.3 m[63][67]                                   | 420 t[63][67]    | 600 km/h（飛行）[63][67] | 300万馬力[63][67]   |
| 亀折神   | 7 m[63][67]    | 17.2 m[63][67]                                 | 14.6 m[63][67]                                   | 130 t[63][67]    | 200 km/h（飛行）[63][67] | 100万馬力[63][67]   |
| 熊折神   | 19.1 m[63][67] | 11.6 m[63][67]                                 | 27.5 m[63][67]                                   | 420 t[63][67]    | 400 km/h（走行）[63][67] | 300万馬力[63][67]   |
| 猿折神   | 15.7 m[63][67] | 18 m[63][67]                                   | 12.5 m[63][67]                                   | 130 t[63][67]    | 300 km/h（走行）[63][67] | 100万馬力[63][67]   |
| 兜折神   | 16.1 m[63][67] | 27.9 m[63][67]                                 | 44.3 m[63][67]                                   | 900 t[63][67]    | 600 km/h（走行）[63][67] | 700万馬力[63][67]   |
| 舵木折神 | 24.4 m[63][67] | 22 m[63][67]                                   | 47.8 m[63][67]                                   | 900 t[63][67]    | 120ノット[63][67]        | 700万馬力[63][67]   |
| 虎折神   | 24.3 m[63][67] | 25.6 m[63][67]                                 | 50.8 m[63][67]                                   | 1,100 t[63][67]  | 650 km/h（走行）[63][67] | 850万馬力[63][67]   |
| 烏賊折神 | 42.6 m[70][67] | 13.6 m[70][67]（左右の足先まで62.2 m[70][67]） | 厚さ：14.4 m[70][67]（前後の足先まで33.9 m[70]） | 900 t[70][67]    | 650 km/h（飛行）[70][67] | 650万馬力[70][67]   |
| 海老折神 | 39.4 m[70][67] | 43.4 m[70][67]                                 | 80.7 m[70][67]                                   | 2,000 t[70][67]  | 650 km/h（走行）[70][67] | 1,500万馬力[70][67] |
| 恐竜折神 | 27.5 m[70][67] | 19 m[70][67]                                   | 88.5 m[70][67]                                   | 1,000 t[70][67]  | 600 km/h（走行）[70][67] | 800万馬力[70][67]   |
| 牛折神   | 45.9 m[70][67] | 42.6 m[70][67]                                 | 87.9 m[70][67]                                   | 10,000 t[70][67] | 630 km/h（走行）[70][67] | 6,000万馬力[70][67] |

### 侍巨人
折神を合体させた巨人。基本の合体コードは侍合体。換装による合体コードは侍武装。

#### シンケンオー
第二幕より登場。獅子・龍・亀・熊・猿の5体の折神が「合」のモヂカラを発動させることで、侍合体した侍巨人。人型の姿になった後、手に取った兜シンケンオーメットを頭部に被って完成。「シンケンオー 天下統一」の発声を行う。同話では、シンケンブルーが間違って、獅子折神以外の4体をエンブレムモードのまま、下から順に熊・龍・亀・猿で合体させてしまったというハプニングも生じている。
武器は、モヂカラを増幅させる鉄も斬れる特殊合金シケンレス鋼製の巨大な日本刀ダイシンケンと、コクピットの盾ディスクとシンクロさせることで絶対の防御力を発揮する特殊合金シケンレス鋼製の円盾秘伝シールド（）。
合体を一時的に解いたり、合体したまま折神を変形させての柔軟な攻撃も可能。それらを用いた技は、獅子折神の口から炎を吐く獅子火炎吼（）、龍折神を収縮させてジャンプする龍昇り脚（）、亀折神を分離させて拳として飛び出し敵を攻撃する亀天空拳、猿折神を分離して熊折神で蹴飛ばす熊三角蹴り、両腕をエンブレムに戻した文字からのビーム。
必殺技は操縦者がシンケンマルを振りかざし、これと連動して極限まで高めた5人の「斬」のモヂカラを刀身に集中させたダイシンケンで円月斬りを放つダイシンケン侍斬り（）。発動には必ず5人揃っている必要はなく、第十三幕ではピンク・イエローのみで発動した。
なお、シンケンオーの状態から（苦戦することはあっても）敗れたことは一度もなかった。
2011年公開の劇場作品『ゴーカイジャー ゴセイジャー スーパー戦隊199ヒーロー大決戦』にも登場。
- 侍武装は、パワーアップ感を上半身のみの変化で見せるため、兜の換装によるものとなった[27]。兜の形状は、折り紙の兜をモチーフとしている[27]。デザインは横から見た際にS字のようなプロポーションとなっており、断面が斜めになって積んでいくのが特徴で、前作『ゴーオンジャー』のエンジンオーがトーテムポールのように積み上がっていき、スラントノーズの車両を胸に位置していたことや、顔が小さく下から見上げると見えなくなることなどから、この形状が採用された[27][65]。当初は侍風のロボに合体し、上下逆になって長い手の獣になる2段変形のロボが考えられていたが、獣がなくなって現在の形となった[27]。
- 両手で剣を掴めるように胸のパーツは角度が違ったり、小さかったり、柔らかい素材のものが作られた[71]。
- スーツアクターを務める日下秀昭は、前作『ゴーオンジャー』の劇場版に登場した炎神大将軍や『桃太郎侍』の高橋英樹をイメージしている[71]。

カブトシンケンオー
第五幕より登場。シンケンオーが兜折神を侍武装した侍巨人。兜を外して頭部を収納したシンケンオーの両腕部に兜折神の両足がそれぞれ分割して合体し、頭部に残りの胴体がそのまま合体した後、カブトホーンを吹返しのように左右に展開することで完成する。合体プロセスの関係上、侍武装の中では唯一シンケンオー本体の頭部が収納され、代わりに合体させた兜折神の胴体側（展開した下角部分）に新たにカブトシンケンオーの顔が出現する。
吹返し部分に搭載された無数の砲門兜砲からモヂカラをエネルギー弾として放つ射撃戦を得意とし、頭部のカブトホーン、両腕のカッター、ダイシンケンを使用する格闘戦も展開。全身から放射する強力なバリアで敵の攻撃を受け付けない。
必殺技は頭部のカブトホーンを閉じて高速回転させ、そこから無限に増幅したエネルギーを放出する兜大回転砲（）。
カジキシンケンオー
第七幕より登場。シンケンオーが舵木折神を侍武装した侍巨人。兜を外したシンケンオーの頭部に舵木折神の頭部が新たな兜として合体し、背部に残りの胴体が背負うように合体することで完成する。
武装はダイシンケンを鋭く研ぎ澄ませて変形させたダイシンケン・ナギナタモードと舵木魚雷。頭部からは水流も放つ。浄化能力を持ち、スピードにも秀でる。
必殺技は頭部の兜を展開して装着させたダイシンケン（通常モード）に「斬」のモヂカラを込め、お辞儀をするように体ごと振り下ろして斬り付ける舵木一刀両断（）。
- 頭部に刀を装着するというギミックは、カジキがブルーの初期折神と想定されていた時期のシンケンオーの初期デザインとして検討されていたものであり、必殺技もシンケンオーが謝るように斬るというものの名残りである。

トラシンケンオー
第九幕より登場。シンケンオーが虎折神を侍武装した侍巨人。兜を外したシンケンオーの頭部に尻尾を円形の前立てとして変形・装着した虎折神の頭部が新たな兜として合体し、残りの胴体を両肩に合体することで完成する。
両肩に装備された4本の虎ドリルを駆使する。また虎折神の膨大な熱エネルギーによって、キックやパンチの破壊力を増大させる。
必殺技は虎ドリルを高速回転させながらホバリング状態で走行して敵を破砕する虎ドリル突撃（）。
イカシンケンオー
第十八幕より登場。シンケンオーが烏賊折神を侍武装した侍巨人。シンケンオーの右腕に烏賊折神の頭部が装着され、左手に下足を保持し、背面に上足が翼のように合体することで完成する。烏賊折神の持ち主であるゴールドも含めた6人で操縦する。
右腕に装備した頭部の槍と左腕に保持した下足のシールドを武器とし、伸縮自在の電子モヂカラを帯びた槍による連続突きで敵の攻撃を弾き返す烏賊槍ぶすま（）や左腕のシールド中央部から撃ち出す冷気で敵を凍らせる烏賊冷凍（）を放つ。吸収の特殊能力により、奪ったエネルギーを冷気に変換する。
必殺技は背部パーツから雷を集約させ、穂先を伸ばした槍に「斬」の電子モヂカラを込め、雷の力を増幅させた槍を振り下ろす槍烏賊一閃（）。
キョウリュウシンケンオー
シンケンオーが恐竜折神を侍武装した侍巨人。詳細は侍戦隊シンケンジャー 銀幕版 天下分け目の戦#シンケンジャーの装備・戦力を参照。

#### ダイテンクウ
第十幕より登場。兜・舵木・虎の3体の折神が「合」のモヂカラを受けて侍合体した鳥型の合体形態。頭部を分離した虎折神を中心に、変形した兜折神・舵木折神の胴体がそれぞれ両翼として合体し、兜折神の両足が兜折神・舵木折神の外側面に、虎折神の頭部を装着した舵木折神の尾びれが尾羽としてそれぞれ合体し、虎折神の尻尾が変形した円形の前立てを装着した兜折神の上角が頭部として合体することで完成する。高い機動力を誇り、高速で急旋回するなどアクロバティックな動作も可能。
武装は頭部と両翼の兜折神・舵木折神から放つビーム。また、両翼端は鋭い刃になっている。
必殺技は秘伝ディスクのエネルギーを放出することで空中に投影した兜・舵木・虎の秘伝ディスク状のモヂカラを通過し、猛スピードで急降下しながらパワーを全身に浸透させ、敵に体当たりを仕掛けるダイテンクウ大激突（）。
シンケンオーの背中にドッキングする形式で後述のテンクウシンケンオーとなるが、シンケンブルーのミスでナキナキテの背中に合体したことがある。
- 前作『ゴーオンジャー』では人型ロボットが多かったことから、非人型の合体形態となった[27]。

テンクウシンケンオー
第十二幕より登場。流ノ介の発案によるぶっつけ本番で、シンケンオー・ダイテンクウが「超」のモヂカラを受けて超侍合体した侍巨人。兜を外したシンケンオーの背部に一部パーツを分離したダイテンクウが背負うように合体し、胸部に2本の虎ドリルが装着され、頭部に尻尾の前立てを装着した虎折神の頭部が新たな兜として合体することで完成する。ダイテンクウが合体したことでシンケンオー単体では不可能であった空中飛行を可能としており、超ジャンプや超上段を利用した多彩な剣技を圧倒する。
ダイシンケンに加え、左右の翼を直接敵にぶつける攻撃も行う。
必殺技は空高く飛翔し、ダイシンケンに超スピードによって増幅された「斬」のモヂカラをダイシンケンに集中し、超上段から斬り付けるダイシンケン天空唐竹割り（）。
当初は初期メンバーが全員揃っていないと運用不可能だったが、のちに超侍合体ディスクをインロウマルに装填することでも運用可能になった。
イカテンクウバスター
第二十四幕より登場。ダイテンクウと烏賊折神が合体した巨大なバズーカ砲で、ダイカイシンケンオーの必殺武器。頭部・尾羽を元に戻したダイテンクウに烏賊折神の頭部が主砲として合体し、その中央部に烏賊折神の上足・下足と前立てを装着した虎折神の頭部が台座として合体することで完成する。
必殺技は後述のダイカイシンケンオーと真侍武装することで全員の「滅」のモヂカラと10体の折神のパワーを連動・増幅させて発射する折神大開砲（）。発動には必ずしも6人全員が揃っている必要は無いものの、大量のモヂカラを消費するため連続では使用出来ず、操縦者が少ない場合は体への負担がその分だけ大きくなるのが欠点。第二十五幕で丈瑠・源太の2人だけで使用したが、2人は大幅に体力を消耗してしまった。
- 企画段階ではダイテンクウと烏賊折神の合体は想定されておらず、シンケンオーとダイカイオーが合体することになったことから、残りの折神での合体形態として考案された。烏賊折神も重量を支えるために三脚のように脚は開いたままの状態となっている。

#### ダイカイオー
第二十幕より登場。海老折神が「変」の電子モヂカラを受けて侍変形した侍巨人。ゴールドが単独操縦する。操縦席の海老ディスクを回転することで東・西・南・北の電子モヂカラを司る4つのパターンに変形可能。変形後、それぞれの方位に因んだセリフを発する。
- 秘伝ディスクによる変形ギミックは、シンケンゴールドの居合斬りのイメージから素早く形態を切り替えて戦うことを想定し、秘伝ディスクの新たな遊び方として取り入れられた[27]。

ダイカイオーヒガシ
海老ディスクが「東」を示し、得た「光」を吸収し、電子モヂカラに変換したダイカイオーの基本形態。セリフは「とぉー（東、トウ）とぉー!ヒガシ!!」。
武器は使用せず、素手による格闘戦を得意とする。
必殺技は両肩部の海老ばさみをグローブのように展開してエネルギーを充填して連続パンチを叩き込む海老ばさみ本手返し（）。
ダイカイオーニシ
海老ディスクが「西」を示し、「風」を電子モヂカラに変換した形態。セリフは「おっしゃー（西、シャー）!ニシ!!」この形態のみ頭部の角パーツは収納される。劇中で使用したのは2回のみ。
風を転換させて攻撃力にする。回避能力に優れ、海老折神の尾びれ（ダイカイオーの腰パーツ）が分離した特殊な扇でトルネードを発生させ、敵の攻撃や飛び道具を跳ね返す戦法をとる。
この形態では必殺技を持たない。
ダイカイオーミナミ
海老ディスクが「南」を示し、「熱気」を電子モヂカラに変換した形態。セリフは「なん（南、ナン）と!ミナミ!!」。
熱気を転換させて攻撃力にする。スピードを重視した形態で、海老折神の頭部と触覚部分が分離した加熱した刀海老刀の二刀流による隙の無い剣術戦を得意とする。
必殺技は猛スピードで海老刀を振り下ろして斬り付ける海老刀大名おろし（）。
イカダイカイオー（別名：ダイカイオーキタ）
海老ディスクが「北」を示し、烏賊折神を侍武装した形態。セリフは「キタ（北）キタキタキター!」。第二十二幕より登場。
全身から冷気を発する。武装は烏賊折神の頭部・上足で構成された大槍を使用し、残りの下足はダイカイオーの胸部に追加装甲として合体する。冷気を電子モヂカラに変換し、大槍の剣先を鋭利に凍結する。
必殺技は「突」の電子モヂカラを込め、絶対零度まで氷結させて硬度を高めた大槍で敵を貫く槍烏賊突貫（）。
ダイカイシンケンオー
第二十四幕より登場。シンケンオーとダイカイオーが真侍合体した大地・海を制する侍巨人。両腕がエンブレム状態に変形して上半身を後方へ展開したシンケンオーに背中パーツが変形した新たな頭部・扇を胸部に装着したダイカイオーの上半身が合体し、シンケンオーの大腿部に変形したダイカイオーの脚部全体が挟み込むように合体することで完成する。頭部の兜に大きく描かれたインロウマルのエンブレムを模した「真」の文字が特徴的で、2体の侍巨人の力が合わさったことで圧倒的な戦闘能力を発揮する。
武装はダイカイオーミナミと同様に海老刀を使用。背中からは文字型の強力なビームを発射する。
必殺技はパワー・スピードを兼ね揃えた二刀流で敵を斬り刻む二天一流乱れ斬り（）。この技だけでもアヤカシを倒すのに充分な威力を誇り、第二十七幕でグリーンとイエローの2人だけで戦った際にはアベコンベを、『天装戦隊ゴセイジャーVSシンケンジャー エピックon銀幕』ではマダコダマを倒している。だが、前述の通り、イカテンクウバスターを用いた折神大開砲を事実上のメイン必殺技としていた。
- 企画段階ではシンケンオーとダイカイオーの合体は想定されておらず、シンケンオーの胴体が真ん中から後ろへ折ることができたことから合体ギミックが考案された。別のパーツを折れたところへ上から載せる形となり、顔や胸、下半身の色でシンケンオーらしさを残しつつ、兜と肩口、胸のみでパワーアップしたニュアンスを出している。海老折神の脚は処理が難しいことから、逆手に取って一番目立つよう位置づけられた。

#### ダイゴヨウ
第二十八幕より登場。第二十七幕の一件から一時的に寿司恐怖症で変身出来なくなった源太が、自分の代わりに戦う存在としてゴールド寿司の提灯に「侍」の電子モヂカラをプログラミングして作った提灯型ロボ。岡っ引きをイメージして作られ、光って敵の術を無効化する提灯モード・両腕を分割させたスティック型の打撃武器十手モードに変形する。装備時の技は十手モードに力を集中して繰り出すダイゴヨウ十手打ち（）。「大」のモヂカラを込めた外部入力コマンドダイゴヨウ大変化によって通常サイズの侍巨人としても機能する。折神を参考に作られているため、腕と脚の合体ジョイントは折神と共通であるため、後述のシンケンダイゴヨウへの侍合体が可能となった。
シンケンジャーの名乗りに参加したり、第四十八幕では源太と共に丈瑠に命を預けると宣言するなど、劇中ではシンケンジャーの一員として描かれている。
他の折神とは別にあらかじめ多くの人語をしゃべるようにプログラミングされ、侍たちのセリフから誕生から時間が経つにつれボキャブラリーも増えている（他の面々も意志を持つが、基本的に音声を発しない）。作成者の源太以上に江戸訛りが強い。源太のことを「親分」と呼んで慕い、彼と寿司を馬鹿にした者には強い怒りを見せる。またことはと同様に丈瑠のことは「殿様」と呼ぶ。一人称は「オイラ」。
手刀による格闘戦を得意とし、身体を発光させて敵の目を眩ませるダイゴヨウ大閃光、全身を回転させて連続チョップを繰り出すダイゴヨウ大回転を使用可能。蛇腹状の腹部は空洞になっており秘伝ディスクを収納可能だが、ディスクが詰まると動けなくなるという弱点を持つ。腹部を縮めて回避も可能。
必殺技は腹部から秘伝ディスクを乱射して敵を斬り刻む秘伝ディスク乱れ撃ち（）。
『侍戦隊シンケンジャーVSゴーオンジャー 銀幕BANG!!』では偶然にも唯一謎の戦士たち・天装戦隊ゴセイジャーの活躍を見届け、ゴセイイエローに「かわいい提灯さん」と言われる。
『ゴセイジャーVSシンケンジャー』では源太と共にフランスから帰国する。また、『シンケンジャーVSゴーオンジャー』の時と同じように迷ってしまい海賊戦隊ゴーカイジャーの活躍を見届けた。『海賊戦隊ゴーカイジャー』では『ゴセイジャーVSシンケンジャー』の裏エピソードにあたる第40話に登場。
- 企画段階ではレッドの新装備として予定されていたが、レッドの強化アイテムとしてインロウマルが追加されたため、ゴールドの装備となった[27]。秘伝ディスクを収納するキャリングケースのロボットとして発想され、ディスクを組み合わせてロボットになるという案も存在した[27]。提灯と十手というモチーフは、6人目のモチーフ候補として提灯と十手で変身する岡っ引きが挙がっていたことの名残である[27]。当初、体色は黒で想定されていたが、モウギュウダイオーと被ることと、紺色がゴールドに用いられているため、青となった[27]。変形ギミックは正座をイメージして脚を折りたたむ予定であったが、都合により取り外して組み替えることとなったため、シンケンオーと同様のジョイントにするなどの互換性が加えられた[27]。
- 提灯と十手に分かれているが、提灯の方が本体のため、初登場となる第二十八幕ではゴールドが両手に持って十手術で戦っているが、以降のエピソードではダイゴヨウ自らの意思で飛ぶように戦っている[55]。

シンケンダイゴヨウ
第三十幕より登場。ダイゴヨウと獅子以外の主軸折神が侍合体した巨人。ことはがシンケンオーへの侍合体の前にダイゴヨウ大変化を掛けてしまい、おまけにその直後に「侍合体」と呼称してしまったことでダイゴヨウが獅子折神を弾き飛ばしてしまい、本来獅子折神が入るべき部分にダイゴヨウが入ってしまったことで偶然誕生した。シンケンオーに比べるとダイゴヨウがベースのためか軽快に動いている。ダイシンケンは使用せず、本来両腕になるはずの十手モードを武装とする。他の巨人とは異なり、コクピットは各折神のコクピットである。またシンケンオーと同様に各折神の技も使用可能。
のちに1度だけ、千明の「なんか、ようわかんねぇ合体!」の掛け声で家臣4人・ダイゴヨウの合意での合体が行われた。
必殺技は十手を敵に向かって投げ付ける十手一直線（）。

#### モウギュウダイオー
第三十三幕より登場。牛折神が侍変形した侍巨人。主にレッドが操縦するが、第四十幕では負傷したレッドの代わりにゴールドが操縦した。牛折神のパワーをそのまま引き継いでおり、装甲・腕力もこれまでの侍巨人を上回る。
武装は両肩部の装填したモヂカラを連続発射する9連装砲猛牛砲（）と右手に保持するバルカン砲。「大」のモヂカラを込めて巨大化させたモウギュウバズーカを使用することもある。
必殺技は左脚部の牛ディスクを蹴り上げて頭部に装着し、それを高速回転させることによって放出されるエネルギーと右腕のバルカン砲から「猛」の増幅したモヂカラを込めて放射するエネルギー弾を同時に浴びせる猛牛大回転砲（）。
- 当初は船やデコトラをモチーフにした全ロボが乗り込むメカに変形する存在として考えられていたが、全合体にシフトチェンジしたことでなくなった[65]。これまでの侍巨人の武器に刀が多かったため、手持ち武器は銃となったが、銃ではなく大筒となった[27]。
- サムライハオーの合体時にパーツを分割するため、牛折神からの変形ギミックはほぼ直立させるだけとなった[27]。

サムライハオー
第三十五幕より登場。ダイカイシンケンオーとイカテンクウバスターおよびモウギュウダイオーが全侍合体した最大にして最強の侍巨人。頭部を収納して両腕部・胸部エンブレムが分離し、後頭部のスペースに猛牛大回転砲発動時と同様に牛ディスクを装着し、脚部前方を展開したモウギュウダイオーの背部に一部パーツを分離したイカテンクウバスター、脚部前方に烏賊折神（上足）、脚部両側面（車輪部）にエンブレム状態の猿折神・亀折神、胴体両側面（腕部）に海老ばさみが合体することで立仏像の光背のような巨大な台座を形成し、展開した脚部の上には頭部に海老刀、台座後背部の牛ディスクと直結するように背部に全侍合体ディスクを装着したバルカン砲、左脚部に扇、胸部に烏賊折神（下足、イカダイカイオーと同様）・モウギュウダイオーの胸部エンブレムが合体し、両腕部を虎ドリルを装着したモウギュウダイオーの腕に換装したダイカイシンケンオーが搭乗することで完成する。その際、モウギュウダイオーの胸部エンブレムの文字（V字に「王」）が上下逆さまに装着されることで「全」の文字に変化する。人型を形成する部分よりも、それを載せる台座・後背部の方が巨大という合体ロボとしては非常に珍しい形状をしている。この奇異なデザインは元のモチーフが「二人羽織」であることに由来しており、他のどの合体形態をも凌駕するほどの巨体であるため、歩行はせず、さながら移動要塞のように台座ごと滑って移動する。命名は流ノ介による。
両腕の虎ドリルによる突撃、後背部の海老ばさみによる攻撃、シンケンオーの必殺技の数倍の破壊力を持つダイシンケンによる剣技ダイシンケン覇王斬り（）など豊富な攻撃手段を持ち、ダイカイシンケンオーはおろかモウギュウダイオーをも上回る戦闘能力を発揮する。かなりの巨体ゆえに登場当初はあまり活発な動きを見せなかったが、第四十一幕ではCGによる物とはいえ初めて素早い動き・飛行シーンが登場した。この時縦回転しながらダイシンケンを振り下ろすダイシンケン大回転斬りを使用した。
必殺技はシンケンジャー全員がそれぞれ11体の折神のモヂカラを発動し、後背部の頂点（ロボの後頭部）の秘伝ディスク付バルカン砲に増幅したモヂカラのエネルギーをディスクに収束させ、ディスクの高速回転と共に螺旋状のオーラを放出するモヂカラ大弾円（）。
基本的には6人全員で操縦しており、全員揃っていない場合にはダイカイシンケンオーで戦っていたが、姫シンケンレッドと初期メンバー4人で操縦も行っている。
- 前作『ゴーオンジャー』のエンジンオーG12の好評を受けて全合体となったが、G12と異なり最初から想定されていたものではなかった。東映プロデューサーの宇都宮の提案によりスーツを二人羽織状にすることも検討されたが、実現には至らなかった。スーツは作っているものの、台車による移動となっており、大道具が現場で作った後部の前に立つ形となっている。特撮監督の佛田が動ける範囲を見て、相手の動きをそれに合わせて付けており、ビームが必殺技だが、「侍戦隊」であることから、刀を持たせて斬ることもしている。
- 必殺技は初登場となる第三十五幕が歌舞伎の話であったことから、歌舞伎の舞台がせり上がるというト書きがロボ戦にもあったため、『紅白歌合戦』の小林幸子の衣装をイメージしている。

キョウリュウサムライハオー
第四十三幕に登場。サムライハオーが恐竜折神を侍武装した究極の侍巨人。名称は劇中未呼称だが、のちの『ダイスオーDX』にて正式にこの名称が使用された。
必殺技は恐竜刀に12体の全ての折神のモヂカラを集約して縦一文字に斬り付ける十二折神大侍斬り（）。
アクマロの攻撃に苦戦中、シンケンゴールドの発案によって誕生。全ての折神の力が1つになったことでサムライハオーでも苦戦していたアクマロの攻撃を丸々跳ね返し、アクマロを一太刀で圧倒・勝利した。

#### スペック
| 名称                     | 全高                                  | 全幅   | 胸厚                            | 重量     | スピード         | 出力           |
| ------------------------ | ------------------------------------- | ------ | ------------------------------- | -------- | ---------------- | -------------- |
| シンケンオー             | 52.3 m                                | 35.6 m | 16.9 m 24.1 m（シールド装備時） | 1,900 t  | 500 km/h（走行） | 1,400万馬力    |
| カブトシンケンオー       | 57.2 m                                | 51.4 m | 45.1 m                          | 2,800 t  | 600 km/h（走行） | 2,100万馬力    |
| カジキシンケンオー       | 63.1 m 90 m（ダイシンケン頭部装着時） | 36 m   | 31.5 m                          | 2,800 t  | 120ノット        | 2,100万馬力    |
| トラシンケンオー         | 67.3 m                                | 43 m   | 25 m                            | 3,000 t  | 650 km/h（走行） | 2,250万馬力    |
| イカシンケンオー         | 52.3 m                                | 60.3 m | 16.9 m                          | 2,800 t  | 550 km/h（走行） | 2,050万馬力    |
| キョウリュウシンケンオー | 53.6 m                                | 35.6 m | 16.9 m                          | 2,900 t  | 500 km/h（走行） | 2,200万馬力    |
| テンクウシンケンオー     | 70.1 m                                | 77.7 m | 41.7 m                          | 4,800 t  | 850 km/h（飛行） | 3,650万馬力    |
| ダイカイオー             | 56.7 m                                | 48.9 m | 25.4 m                          | 2,000 t  | 650 km/h（走行） | 1,500万馬力    |
| イカダイカイオー         | 56.7 m                                | 48.9 m | 29.2 m                          | 2,900 t  | 650 km/h（走行） | 2,150万馬力    |
| ダイカイシンケンオー     | 82.4 m                                | 48.9 m | 29.4 m                          | 3,900 t  | 600 km/h（走行） | 2,900万馬力    |
| ダイゴヨウ               | 52.5 m                                | 41.5 m | 26.9 m                          | 1,500 t  | 500 km/h（走行） | 1,200万馬力    |
| モウギュウダイオー       | 87.9 m                                | 53.1 m | 33.4 m                          | 10,000 t | 630 km/h（走行） | 6,000万馬力    |
| サムライハオー           | 93.2 m                                | 78.3 m | 57.8 m                          | 17,700 t | 700 km/h（走行） | 1億1,800万馬力 |
| 名称                     | 全高                                  | 全幅   | 全長                            | 重量     | スピード         | 出力           |
| ダイテンクウ             | 25 m                                  | 77.7 m | 73.5 m                          | 2,900 t  | 800 km/h（飛行） | 2,250万馬力    |
| イカテンクウバスター     | 47.2 m                                | 77.7 m | 57 m                            | 3,800 t  |                  | 2,900万馬力    |

## キャスト
主演の松坂は、本作品が俳優デビューであり、ドラマ初出演でありながらの主演起用であった。個々の個性や特技も役に反映されており、森田が京都出身であることから役の話し言葉も標準語から京都弁に変更され、書道5段の腕前を持つ高梨は作中でも達者な筆使いを披露している。また、フラメンコギターを得意とする日下部彦馬役の伊吹吾郎は、エンディング映像でギターを披露している。

### レギュラー・準レギュラー
- 志葉丈瑠 / シンケンレッド - 松坂桃李
- 池波流ノ介 / シンケンブルー - 相葉弘樹
- 白石茉子 / シンケンピンク - 高梨臨
- 谷千明 / シンケングリーン- 鈴木勝吾
- 花織ことは / シンケンイエロー - 森田涼花
- 梅盛源太 / シンケンゴールド - 相馬圭祐（17 - 49）
- 志葉薫 / シンケンレッド[注釈 59] - 夏居瑠奈（44 - 49）
- 日下部彦馬 - 伊吹吾郎
- 丹波歳三 - 松澤一之（44 - 49）
- 腑破十臓 - 唐橋充（7 - 12,15,16,20,23 - 26,33 - 35,39,40,42 - 47）

### 声の出演
- ダイゴヨウ - 遠近孝一（28 - 32,34 - 38,40 - 49）
- 血祭ドウコク - 西凜太朗（1 - 9,11,13 - 16,18 - 20,23 - 31,33 - 40,45,47 - 49）
- 薄皮太夫 - 朴璐美（1 - 16,18 - 20,22 - 27,31 - 35,39,40,42 - 48）[注釈 60]
- 骨のシタリ - チョー（1 - 31,33 - 49）
- 筋殻アクマロ - 堀川りょう（28 - 43）
- スシチェンジャー音声、インロウマル音声、ナレーション - 宮田浩徳

### ゲスト
括弧内は出演話数。
- 丈瑠の父[注釈 61] - 津田寛治（1・12・33・46）
- 流ノ介の父 - 加門良（1）
- 野球少年 - 上妻成吾（1）
- 子供 - 松本琉花（2）
- コージ - 大川雅大（3）
- マサト - 萩原達也（3）
- 良太 - 宮城孔明（4）
- 良太の祖父 - 佐川真勝（4）
- 監督 - 税所伊久磨（4）
- 幼い流ノ介 - 堀切拓海（4）
- 幼い丈瑠 - 高岩雅輝（5・11・18・46）
- 幼いことは - 松浦愛弓（6）
- 花織みつば - 重廣礼香（6・41）
- 作業員 - 糠信義弘（6）
- 警官 - 渡辺淳（6）
- 女性 - 富田エル（6）
- サラリーマン - 木下崇（6）
- OL - 飯沼千佳、高山かな、中谷梨紗（6）
- 学生 - 高橋玲（6）
- カップル - 三浦博公、中井和味（6）
- 小松朔太郎 - 綱島郷太郎（7・47）
- 花嫁 - 桜川博子、久保田綾子（8）
- 神父 - ふるごおり雅浩（8）
- バス停の男 - 笈川勉、金本英信、栗山光信（10）
- バス停の女 - 結城なつみ、上原知美（10）
- 先代シンケングリーンの声 - 丹野宜政[89][注釈 62]（11）
- 香奈 - 柴田かよこ（12）
- 広樹 - 秋山悠介（12）
- 男の子 - 渡辺哲史（13）
- 母親 - 水谷理砂（13）
- リチャード・ブラウン - ジョン・カミナリ（14）
- 健一 - 佐藤翔（15）
- 澄子 - 中村美香、中村梨香（15）
- 主婦 - 木立美鳥、渡辺真砂子（16）
- 老人 - 依田英助（16）
- 女性 - 松本朋子（16）
- 迷子 - 髙木彩那（16）
- 警官 - にいみ啓介（16・29）
- 黒子 - 大林勝、村岡弘之、神尾直子、野川瑞穂、田中宏幸、横田遼、玄也、遠藤誠、中村博亮（16）
- 幼い源太 - 小柴亮太（18）
- 中学生 - 長野レイナ（19）
- 海東大樹 - 戸谷公人（20）
- サラリーマン - 神舎大介（20）
- 谷蔵人 - 菊池健一郎（21）
- 門矢士 - 井上正大（21）
- 光夏海 - 森カンナ（21）
- 鳴滝 - 奥田達士（21）
- 光栄次郎 - 石橋蓮司（21）
- 籠城犯 - 並樹史郎（21）
- 母親 - 田村直子（21）
- 子供 - 中西龍雅（21）
- 男 - 村岡弘之（21）
- 松宮義久 - 永嶋柊吾（22）
- ばあや - 池田道枝（22）
- お嬢様 - 関谷彩花、棚橋唯、藤井真世（22）
- 浄寛 - 高橋元太郎（23・24）
- 志葉烈堂 - 合田雅吏（23）
- 僧侶 - 山田顕一、永井慎一（23）
- 新左 - 河野安郎（25）
- 花嫁 - 佐藤みゆき（25）
- 連れ去られた男 - たべひろのぶ（25）
- 男 - 前川貴紀（25）
- 女 - ひなた柚憂（25）
- 街灯 - 富田正夫（27）
- 自転車 - 比佐仁（27）
- 空き缶 - 佐達ももこ（27）
- 立て看板 - 石澤美和（27）
- 工場長 - 木村方則（29）
- 面接官 - 日下秀昭、浦崎宏（29）
- 高橋恵里 - 松尾寧夏（30）
- 男子生徒 - 藤村直樹（30）
- 戸塚先生 - 松原正隆（30）
- 岡村先生 - 飯塚ひより（30）
- 男子生徒 - 武井弦紀（30）
- 女子生徒 - 高橋沙也（30）
- 山崎彩 - 内田もも香（31）
- 坂井竜也 - 仲條友彪（31）
- 医師 - おぐらとしひろ（31）
- 榊原ヒロ - 佐藤勇輝（32・33）
- 榊原藤次 - 森下哲夫（32・33）
- 中学生 - 米本来輝（32）
- ヒロの父親 - 田中嘉治郎（33）
- 幼いヒロ - 佐藤天（33）
- 白石衛 - 冨家規政（34）
- 白石響子 - 伊藤かずえ（34）
- 幼い茉子 - 中島まりな（34）
- 男の子 - 澤田陸（34）
- 女の子 - 北村燦來、新堂遥菜、原菜乃華（34）
- 教師 - 海宝弘之（34）
- 父親 - 芝崎昇（34）
- 母親 - 三原わかほ、今泉あまね（34）
- 松川新太郎 - 鯨井康介（35）
- 東勘助 - 村上雄太（35）
- 先輩役者 - 小島康志（35）
- ブローカー - 阪田マサノブ（36）
- レポーター - 秦みずほ（36）
- 客 - 佐藤淳、後藤公太、三枝貴志（36）
- 沢田晃一 - 横江泰宣（38）
- 沢田香 - 河村舞子（38）
- 沢田陽菜 - 春日香音（38）
- 少年 - 鳥澤輝（39）
- カップル - 浅井宏輔、五味涼子（39）
- 男 - 大林勝、向田翼、外間勝（41）
- 女 - 岡優美子、福田らん、幸城まなみ（41）
- 十臓の妻 - 押元奈緒子（42[注釈 63]・43・47）
- 先代当主 - 松風雅也（45）
- 側近 - 清家利一、青木哲也（45）
- 先代の妻 - 桑原美帆（45）

### スーツアクター
シンケンイエローのスーツアクターを務める橋口未和は本作品で初めてキャラクターを演じている。
- シンケンレッド[出典 16]、ナナシ連中[91] - 福沢博文
- シンケンブルー[出典 17]、モウギュウダイオー[95][71] - 押川善文
- シンケンピンク[出典 18]、ナナシ連中[97]、薄皮太夫（代役）[98] - 人見早苗
- シンケングリーン[出典 19] - 竹内康博
- シンケンイエロー[出典 20] - 橋口未和
- シンケンゴールド[出典 21]、ダイカイオー[71]、サムライハオー（最終幕・代役）[104][105] - 岡元次郎
- 薄皮太夫[98][61]、シンケンレッド（薫）[98][3][61][106] - 蜂須賀祐一
- 血祭ドウコク[出典 22][注釈 64]、シンケンオー[出典 22][注釈 64]、サムライハオー[71][105] - 日下秀昭
- 骨のシタリ[107]、アヤカシ[108][注釈 65]、シンケングリーン（代役/48）[110] - 大林勝
- 腑破十臓[101][111][注釈 66]、筋殻アクマロ[101][111]、シンケンブルー（代役）[113][111] - 清家利一
- ダイゴヨウ[71] - 田中宏幸
- アヤカシ（ウラワダチ[114]、ゴズナグモ[115]、ハッポウズ[116]、モチベトリ[91]、スナススリ[96]、ツボトグロ[117]）、ナナシ連中 - 中川素州[118][119]
- アヤカシ、ナナシ連中 - 的場耕二[120]
- アヤカシ[108]（ウシロブシ[93]）、ナナシ連中[121] - 佐藤太輔
- 黒子[89]、ナナシ[89] - 丹野宜政

## スタッフ
プロデューサーには、本シリーズに長らくサブプロデューサーとして携わった宇都宮孝明が本作品で初めてチーフプロデューサーを務める。脚本家は前作『炎神戦隊ゴーオンジャー』からは一新された。脇を固めるスタッフはメインライターに小林靖子、メイン監督に中澤祥次郎、キャラクターデザインに篠原保といった主力級の面々が揃えられた。他に演出陣では、諸田敏が『仮面ライダーW』へ異動することに伴い、その後任として加藤弘之がローテーション監督に昇格。また、第三十四幕より長石多可男が『救急戦隊ゴーゴーファイブ』から10年ぶりにシリーズの監督として復帰したり、終盤にはこれまでライダーシリーズでの活躍が主だった柴﨑貴行が初参加するなど従来とは違ったメンバーも起用されている。
劇伴音楽は、作曲家集団「Healthy Wings」の一員として『爆竜戦隊アバレンジャー』に参加した高木洋が戦隊シリーズを初担当。日本コロムビアプロデューサーの八木仁は、前年に高木が担当したテレビアニメ『タイタニア』の音楽に師である羽田健太郎のイメージや作家性を受け継いでいると感じたことを起用の理由に挙げている。
- 原作 - 八手三郎
- 連載 - テレビマガジン、てれびくん
- プロデュース - 佐々木基（テレビ朝日）、宇都宮孝明・大森敬仁（東映）、矢田晃一・深田明宏（東映エージエンシー）
- 脚本 - 小林靖子、大和屋暁、石橋大助
- 音楽プロデュース - Project.R
- 音楽 - 高木洋
- 監督 - 中澤祥次郎、諸田敏、竹本昇、渡辺勝也、加藤弘之、長石多可男、柴﨑貴行
- 撮影 - 松村文雄、大沢信吾
- 美術 - 大谷和正
- キャラクターデザイン - 篠原保
- 企画協力 - 企画者104
- 監督補 - 渡辺勝也（第三十四･三十五幕のみ）
- 助監督 - 加藤弘之、安養寺工、荒川史絵、須上和泰
- MA・選曲 - 宮葉勝行
- MAオペレータ - 小林喬、錦織真里
- 音響効果 - 阿部作二（大泉音映）、小川広美（東洋音響）（第二十幕 - ）
- プロデューサー補 - 郷田龍一（ - 第二幕）、石川啓（第十五幕 - ）
- ラインプロデューサー - 谷口正洋
- ラインプロデューサー補 - 青柳夕子
- アクション監督 - 石垣広文、竹田道弘（ジャパンアクションエンタープライズ）
- 技術協力 - 東映ラボ・テック、アップサイド、西華産業
- 特撮研究所
  - 撮影 - 鈴木啓造、岡本純平
  - 照明 - 安藤和也、関澤陽介
  - 美術 - 松浦芳、長谷川俊介
  - 操演 - 中山亨、田村卓海
  - VFXスーパーバイザー - 山本達也
- 特撮監督 - 佛田洋
- 制作 - テレビ朝日、東映、東映エージエンシー

## 音楽
主題歌
オープニングテーマは『特捜戦隊デカレンジャー』などで主題歌を手掛けたサイキックラバーが務める。本作品が戦隊主題歌2度目となり、『恐竜戦隊ジュウレンジャー』の佐藤健太以来17年ぶり史上5組目となる。オープニングテーマとエンディングテーマを収録した主題歌CDは、2009年3月18日に付録のついた限定版（COCC-16236）と通常版（COCC-16237）が発売された。オリコンのディリーランキングでは初登場4位、2009年3月30日付週間ランキングでは初登場6位となった。
オープニングテーマ「侍戦隊シンケンジャー」（第十二・十四・十八・二十八・三十・四十三幕では挿入歌として第三十幕のみインストゥルメンタル版を使用）
作詞：藤林聖子 / 作曲：YOFFY / 編曲：Project.R（大石憲一郎・サイキックラバー） / 歌：サイキックラバー (Project.R)
正式なオープニング映像は第二幕から使用され、第一幕は劇中シークエンスに組み込まれている。
オープニング映像では従来の作品で一定の時間を割いていた戦隊メンバー個々の各戦士ごとの個別紹介映像とともに各戦士のキャスト紹介のテロップが画面に現れるというキャスト紹介が廃止されている。これは演出を手掛けた中澤祥次郎の意向であり、『未来戦隊タイムレンジャー』で諸田敏の手掛けたオープニング演出を意識したという。
テレ朝チャンネルでのCS放送に際しては、初期の一部話数において同曲のインストゥルメンタル版が、次回予告のBGMとしても使用された。
音楽ゲーム・太鼓の達人シリーズの『12増量版』、pop'n musicシリーズの『18 せんごく列伝』にもカバーバージョンが収録されている。
2011年に行われたレコチョクの「燃えるスーパー戦隊主題歌名曲ランキング」では、第1位を飾った。
エンディングテーマ
エンディング映像に次回予告と提供のエンドクレジットが組み込まれており、エンディングテーマをBGMに次回予告とエンドクレジットが流れ、最後に制作会社のクレジットが表示されて番組終了という構成となっている。
「四六時夢中シンケンジャー」（第十三・二十一幕では挿入歌としてインストゥルメンタル版を使用）
作詞：藤林聖子 / 作曲：高取ヒデアキ / 編曲：Project.R（籠島裕昌） / 歌：高取ヒデアキ (Project.R)
数え歌。通常のエンディング映像では第二幕から歌詞テロップが表示される。一番の歌詞に「一件落着」とあるため、第八幕などの前後編の前編や、「一件落着」しないわだかまりが残った回は、二番の歌詞が使用される。最終幕では使用されず、劇伴BGMとともにスタッフロールが流れ番組は終了した。
「四六時夢中シンケンジャー 〜銀幕版〜」（第二十一 - 二十七幕）
作詞：藤林聖子 / 作曲：高取ヒデアキ / 編曲：Project.R（籠島裕昌） / 歌：シンケンジャーと高取ヒデアキ
第二十一幕から第二十七幕で使用された劇場公開版のエンディングテーマ。第二十三幕および第二十五幕では2番の歌詞が使用された。
上記の「四六時夢中シンケンジャー」を、主演俳優陣と高取ヒデアキで歌う。DVD・BDやテレ朝チャンネルでのCS放送、ネット配信では通常版の映像に差し替え、もしくは次回予告を除きカットなどの処置がなされているため、このバージョンが使用されたのは本放送のみである。『35大スーパー戦隊主題歌全集1975〜2011』では映像特典の劇場版主題歌集に収録されている。

挿入歌

「斗え! シンケンジャー」（第六・十三・二十七・三十七幕）
作詞：高取ヒデアキ / 作曲：IMAJO / 編曲：Project.R / 歌：高取ヒデアキ (Project.R)
「侍合体! シンケンオー」（第四・五・六・十四・十九・四十二幕）
作詞：桑原永江 / 作曲：高木洋 / 編曲：Project.R（大石憲一郎） / 歌：串田アキラ
「モヂカラ大行進」
作詞：藤林聖子 / 作曲、編曲：鈴木盛広 / 歌：ヤング・フレッシュ、高橋秀幸 (Project.R)
第十四幕ではインストゥルメンタル版が使用された。
「どこまでもシンケンジャー」
作詞、作曲：高取ヒデアキ / 編曲：籠島裕昌 / 歌：高取ヒデアキ (Project.R)
第三十七幕ではインストゥルメンタル版が使用された。
「つらぬけ武士道」
作詞、作曲：高取ヒデアキ / 編曲：籠島裕昌 / 歌：小野田浩二
第三十八幕ではインストゥルメンタル版が使用された。
「シンケン祭り」
作詞：藤林聖子 / 作曲、編曲：ジャック・伝ヨール / 歌：Sister MAYO (Project.R)
未使用。なお、後に『非公認戦隊アキバレンジャー シーズン痛』第7痛（話）のエンディングテーマに使われた。（歌唱は『アキバレンジャー』出演者たち）
「一貫献上! シンケンゴールド」（第十七幕）
作詞：YOFFY / 作曲：高木洋 / 編曲：Project.R（大石憲一郎） / 歌：YOFFY (Project.R)
インストゥルメンタル版と併用して使用された。テレビ東京系「開運!なんでも鑑定団」で出張鑑定コーナーのBGMとして本曲のイントロが使われている。
「侍変形! ダイカイオー」（第二十･二十二幕）
作詞：桑原永江 / 作曲、編曲：渡辺宙明 / 歌：宮内タカユキ
第二十幕ではインストゥルメンタル版と併用して使用された。
「六人の侍」（第二十九幕）
作詞：藤林聖子 / 作曲：菊池俊輔 / 編曲：Project.R（大石憲一郎） / 歌：松原剛志 (Project.R)
「究極 サムライハオー 降臨!」（第三十五･三十六･三十七幕）
作詞：里乃塚玲央 / 作曲、編曲：矢野立美 / 歌：MoJo
第三十五･三十六幕では2番が、第三十七幕では1番がそれぞれ使用された。

キャラクターソング
「シンケンレッド 一筆奏上」
作詞：藤林聖子 / 作曲、編曲：高木洋 / 歌：ヤング・フレッシュ、志葉丈瑠（松坂桃李）
「青浪（あおなみ）世直し」
作詞：藤林聖子 / 作曲：高取ヒデアキ / 編曲：真崎修 / 歌：池波流ノ介（相葉弘樹）
「ナデシコ真剣 花吹雪」
作詞：藤林聖子 / 作曲：押谷沙樹 / 編曲：亀山耕一郎 / 歌：白石茉子（高梨臨）
「シンケンデイズ Never give up 道中」
作詞：藤林聖子 / 作曲、編曲：籠島裕昌 / 歌：谷千明（鈴木勝吾）
「はんなり めっちゃ武士道ガール」
作詞：藤林聖子 / 作曲：IMAJO / 編曲：川瀬智 / 歌：花織ことは（森田涼花）
「ゴールド人情 一本締め」
作詞：藤林聖子 / 作曲、編曲：岩崎貴文 / 歌：梅盛源太（相馬圭祐）

## 放送日程
全編通して、放送回のカウントは「第○幕」、サブタイトルも全て漢字での表記で統一（カッコ内の平仮名表記は読み仮名）。作中では1文字だけ赤文字（リスト内の太文字部分）で表記される。登場怪人のリンク先は、モチーフとなった妖怪に充てている。
| 放送日         | 放送回     | サブタイトル                                            | 登場怪人                                                      | 脚本     | アクション監督 | 監督       |
| -------------- | ---------- | ------------------------------------------------------- | ------------------------------------------------------------- | -------- | -------------- | ---------- |
| 2009年02月15日 | 第一幕     | 伊達姿五侍 （だてすがた ごさむらい）                    | - カゲカムロ（声 - 飛田展男）                                 | 小林靖子 | 石垣広文       | 中澤祥次郎 |
| 2月22日        | 第二幕     | 極付粋合体 （きわめつき いきな がったい）               | - オオツムジ（声 - 郷里大輔）                                 | 小林靖子 | 石垣広文       | 中澤祥次郎 |
| 3月01日        | 第三幕     | 腕退治腕比 （うでたいじ うでくらべ）                    | - ロクロネリ（声 - 長嶝高士）                                 | 小林靖子 | 石垣広文       | 諸田敏     |
| 3月08日        | 第四幕     | 夜話情涙川 （よわなさけ なみだがわ）                    | - ナミアヤシ（声 - 戸部公爾）                                 | 小林靖子 | 石垣広文       | 諸田敏     |
| 3月15日        | 第五幕     | 兜折神 （かぶと おりがみ）                              | - ヤナスダレ（声 - 土田大）                                   | 小林靖子 | 石垣広文       | 竹本昇     |
| 3月22日        | 第六幕     | 悪口王 （わるぐちおう）                                 | - ズボシメシ（声 - 二又一成）                                 | 小林靖子 | 石垣広文       | 竹本昇     |
| 3月29日        | 第七幕     | 舵木一本釣 （かじき いっぽんつり）                      | - ヤミオロロ（声 - 梅津秀行）                                 | 小林靖子 | 石垣広文       | 中澤祥次郎 |
| 4月05日        | 第八幕     | 花嫁神隠 （はなよめ かみかくし）                        | -                                                             | 小林靖子 | 石垣広文       | 中澤祥次郎 |
| 4月12日        | 第九幕     | 虎反抗期 （とらの はんこうき）                          | - ヒトミダマ（声 - 石野竜三）                                 | 小林靖子 | 石垣広文       | 渡辺勝也   |
| 4月19日        | 第十幕     | 大天空合体 （だいてんくうがったい）                     | - オカクラゲ（声 - 宇垣秀成）                                 | 小林靖子 | 石垣広文       | 渡辺勝也   |
| 4月26日        | 第十一幕   | 三巴大騒動 （みつどもえ おおそうどう）                  | - ウシロブシ（声 - 諏訪部順一）                               | 小林靖子 | 石垣広文       | 諸田敏     |
| 5月03日        | 第十二幕   | 史上初超侍合体 （しじょうはつ ちょう さむらいがったい） | - ウシロブシ（声 - 諏訪部順一）                               | 小林靖子 | 石垣広文       | 諸田敏     |
| 5月10日        | 第十三幕   | 重泣声 （おもい なきごえ）                              | - ナキナキテ（声 - 納谷六朗）                                 | 小林靖子 | 石垣広文       | 竹本昇     |
| 5月17日        | 第十四幕   | 異国侍 （いこくの さむらい）                            | - ハチョウチン（声 - 下山吉光）                               | 大和屋暁 | 石垣広文       | 竹本昇     |
| 5月24日        | 第十五幕   | 偽物本物大捕物 （にせもの ほんもの おおとりもの）       | - ナリスマシ（声 - 大林勝）                                   | 石橋大助 | 石垣広文       | 渡辺勝也   |
| 5月31日        | 第十六幕   | 黒子力 （くろこの ちから）                              | - マリゴモリ（声 - 市来光弘）                                 | 大和屋暁 | 石垣広文       | 渡辺勝也   |
| 6月07日        | 第十七幕   | 寿司侍 （すし さむらい）                                | - イサギツネ（声 - 沢木郁也）                                 | 小林靖子 | 石垣広文       | 諸田敏     |
| 6月14日        | 第十八幕   | 侍襲名 （さむらい しゅうめい）                          | - ヒャクヤッパ（声 - 鈴木千尋）                               | 小林靖子 | 石垣広文       | 諸田敏     |
| 6月28日        | 第十九幕   | 侍心手習中 （さむらいごころ てならいちゅう）            | - オイノガレ（声 - 桜井敏治）                                 | 小林靖子 | 石垣広文       | 竹本昇     |
| 7月05日        | 第二十幕   | 海老折神変化 （えびおりがみ へんげ）                    | - ウタカサネ（声 - 斎賀みつき）                               | 小林靖子 | 石垣広文       | 竹本昇     |
| 7月19日        | 第二十一幕 | 親子熊 （おやこ ぐま）                                  | - ササマタゲ（声 - 星野充昭） - チノマナコ（声 - 大友龍三郎） | 小林靖子 | 石垣広文       | 加藤弘之   |
| 7月26日        | 第二十二幕 | 殿執事 （との しつじ）                                  | - ウラワダチ（声 - ふくまつ進紗）                             | 小林靖子 | 石垣広文       | 加藤弘之   |
| 8月02日        | 第二十三幕 | 暴走外道衆 （ぼうそう げどうしゅう）                    | - ゴズナグモ（声 - 安井邦彦）                                 | 小林靖子 | 石垣広文       | 渡辺勝也   |
| 8月09日        | 第二十四幕 | 真侍合体 （しん さむらいがったい）                      | - ゴズナグモ（声 - 安井邦彦）                                 | 小林靖子 | 石垣広文       | 渡辺勝也   |
| 8月16日        | 第二十五幕 | 夢世界 （ゆめ せかい）                                  | - ユメバクラ（声 - 小杉十郎太）                               | 小林靖子 | 石垣広文       | 中澤祥次郎 |
| 8月23日        | 第二十六幕 | 決戦大一番 （けっせん おおいちばん）                    | - ユメバクラ（声 - 小杉十郎太）                               | 小林靖子 | 石垣広文       | 中澤祥次郎 |
| 8月30日        | 第二十七幕 | 入替人生 （いれかえ じんせい）                          | - アベコンベ（声 - 檜山修之）                                 | 小林靖子 | 石垣広文       | 竹本昇     |
| 9月06日        | 第二十八幕 | 提灯侍 （ちょうちん さむらい）                          | - 筋殻アクマロ - 切神                                         | 小林靖子 | 石垣広文       | 竹本昇     |
| 9月13日        | 第二十九幕 | 家出提灯 （いえで ちょうちん）                          | - ドクロボウ（声 - 松本大）                                   | 大和屋暁 | 石垣広文       | 加藤弘之   |
| 9月20日        | 第三十幕   | 操学園 （あやつり がくえん）                            | - クグツカイ（声 - 武虎）                                     | 石橋大助 | 石垣広文       | 加藤弘之   |
| 9月27日        | 第三十一幕 | 恐竜折神 （きょうりゅう おりがみ）                      | - アゼミドロ（声 - 坂口候一）                                 | 小林靖子 | 石垣広文       | 中澤祥次郎 |
| 10月04日       | 第三十二幕 | 牛折神 （うし おりがみ）                                | - ハッポウズ（声 - 稲田徹）                                   | 小林靖子 | 石垣広文       | 中澤祥次郎 |
| 10月11日       | 第三十三幕 | 猛牛大王 （もうぎゅう だいおう）                        | - ハッポウズ（声 - 稲田徹）                                   | 小林靖子 | 石垣広文       | 中澤祥次郎 |
| 10月18日       | 第三十四幕 | 親心娘心 （おやごころ むすめごころ）                    | -                                                             | 小林靖子 | 石垣広文       | 長石多可男 |
| 10月25日       | 第三十五幕 | 十一折神全合体 （じゅういちおりがみ ぜんがったい）      | - フタガワラ（声 - 小谷津央典）                               | 小林靖子 | 石垣広文       | 長石多可男 |
| 11月01日       | 第三十六幕 | 加哩侍 （かれー さむらい）                              | - ソギザライ（声 - 岩田光央）                                 | 大和屋暁 | 石垣広文       | 竹本昇     |
| 11月08日       | 第三十七幕 | 接着大作戦 （せっちゃく だいさくせん）                  | - モチベトリ（声 - りーち）                                   | 石橋大助 | 石垣広文       | 竹本昇     |
| 11月15日       | 第三十八幕 | 対決鉄砲隊 （たいけつ てっぽうたい）                    | - イクサズレ（声 - 秋元羊介）                                 | 小林靖子 | 石垣広文       | 加藤弘之   |
| 11月22日       | 第三十九幕 | 救急緊急大至急 （きゅうきゅう きんきゅう だいしきゅう） | -                                                             | 小林靖子 | 石垣広文       | 加藤弘之   |
| 11月29日       | 第四十幕   | 御大将出陣 （おんたいしょう しゅつじん）                | -                                                             | 小林靖子 | 石垣広文       | 渡辺勝也   |
| 12月06日       | 第四十一幕 | 贈言葉 （おくる ことば）                                | - スナススリ（声 - 松野太紀）                                 | 小林靖子 | 石垣広文       | 渡辺勝也   |
| 12月13日       | 第四十二幕 | 二百年野望 （にひゃくねんの やぼう）                    | - ツボトグロ（声 - 園部啓一）                                 | 小林靖子 | 石垣広文       | 竹本昇     |
| 12月20日       | 第四十三幕 | 最後一太刀 （さいごの ひとたち）                        | - 筋殻アクマロ                                                | 小林靖子 | 石垣広文       | 竹本昇     |
| 2010年01月03日 | 第四十四幕 | 志葉家十八代目当主 （しばけ じゅうはちだいめ とうしゅ） | - ヨモツガリ（声 - 湯屋敦子）                                 | 小林靖子 | 石垣広文       | 加藤弘之   |
| 1月10日        | 第四十五幕 | 影武者 （かげむしゃ）                                   | -                                                             | 小林靖子 | 石垣広文       | 加藤弘之   |
| 1月17日        | 第四十六幕 | 激突大勝負 （げきとつ おおしょうぶ）                    | - オボロジメ（声 - 楠見尚己） - オボロジメ（オロチ態）        | 小林靖子 | 石垣広文       | 柴﨑貴行   |
| 1月24日        | 第四十七幕 | 絆 （きずな）                                           | - 腑破十臓                                                    | 小林靖子 | 竹田道弘       | 中澤祥次郎 |
| 1月31日        | 第四十八幕 | 最後大決戦 （さいごの だいけっせん）                    | - 薄皮太夫                                                    | 小林靖子 | 竹田道弘       | 中澤祥次郎 |
| 2月07日        | 最終幕     | 侍戦隊永遠 （さむらいせんたい えいえんに）              | - 血祭ドウコク - 骨のシタリ                                   | 小林靖子 | 竹田道弘       | 中澤祥次郎 |

## 放映ネット局
| 対象地域     | 放送局           | 備考 |
| ------------ | ---------------- | --- |
| 関東広域圏   | テレビ朝日       | 制作局                                                                                                  |
| 北海道       | 北海道テレビ     | |
| 青森県       | 青森朝日放送     | |
| 岩手県       | 岩手朝日テレビ   | |
| 宮城県       | 東日本放送       | |
| 秋田県       | 秋田朝日放送     | |
| 山形県       | 山形テレビ       | |
| 福島県       | 福島放送         | |
| 新潟県       | 新潟テレビ21     | |
| 富山県       | 北日本放送       | 日本テレビ系列・遅れネット・火曜15:55 - 16:22。ディケイドとのコラボ回については本番組の部分のみ放送。   |
| 石川県       | 北陸朝日放送     | |
| 福井県       | 福井テレビ       | フジテレビ系列・遅れネット・火曜16:00 - 16:27。ディケイドとのコラボ回のディケイド部分は福井放送で放送。 |
| 山梨県       | 山梨放送         | 日本テレビ系列・遅れネット・土曜5:58 - 6:28。ディケイドとのコラボ回のディケイド部分はテレビ山梨で放送。 |
| 長野県       | 長野朝日放送     | |
| 静岡県       | 静岡朝日テレビ   | 第七幕までは土曜7:30 - 8:00に遅れネット、第八幕以降は同時ネット。                                       |
| 中京広域圏   | メ〜テレ         | |
| 近畿広域圏   | 朝日放送         | 現 朝日放送テレビ                                                                                       |
| 島根・鳥取県 | 山陰中央テレビ   | フジテレビ系列・遅れネット・金曜16:23 - 16:53。ディケイドとのコラボ回のディケイド部分は山陰放送で放送。 |
| 広島県       | 広島ホームテレビ | |
| 山口県       | 山口朝日放送     | |
| 徳島県       | 四国放送         | 日本テレビ系列・遅れネット・金曜16:00 - 16:30                                                           |
| 香川・岡山県 | 瀬戸内海放送     | |
| 愛媛県       | 愛媛朝日テレビ   | |
| 高知県       | テレビ高知       | TBS系列・遅れネット・水曜16:24 - 16:54。ディケイドとのコラボ回については本番組の部分のみ放送。          |
| 福岡・佐賀県 | 九州朝日放送     | |
| 長崎県       | 長崎文化放送     | |
| 熊本県       | 熊本朝日放送     | |
| 大分県       | 大分朝日放送     | |
| 宮崎県       | 宮崎放送         | TBS系列・遅れネット・水曜15:30 - 16:00                                                                  |
| 鹿児島県     | 鹿児島放送       | |
| 沖縄県       | 琉球朝日放送     | |

## CS放送
- テレ朝チャンネル1

2012年5月から2013年4月にかけて、複数回にわたり再放送を実施。前述の通り、初期の一部話数ではエンディングならびに次回予告のフォーマットが、地上波での放送時とは異なるものとなっている。
- 東映チャンネル
  - 2016年10月 - 2017年4月
  - 2018年7月 - 2019年1月（いずれも「スーパー戦隊ワールド」枠にて放送）

## ネット配信
- 東映特撮 YouTube Official
  - 2019年3月8日 - 8月30日、2023年8月27日 -

## DVD・BD
いずれも発売元は東映ビデオ。

### テレビシリーズ
『侍戦隊シンケンジャー』
テレビシリーズのDVDで、2009年7月21日から2010年6月21日にかけて全12巻（各巻4話（Vol.11のみ5話）収録）をリリース。各巻に映像特典としてメインキャラたちが見所をコメントする短編映像『次巻見所絵巻』を収録。また最終巻には限定生産品として全巻収納BOXが付属する。
この他、第一幕と第二幕の未公開シーンなどを追加し再編集を加えた特別編が2010年8月6日に発売。
このDVDはスーパー戦隊シリーズ初のスーツアクターのインタビューが入っている。
『HERO CLUB 侍戦隊シンケンジャー』
テレビシリーズを再編集したDVDで、2009年5月、6月に全2巻をリリース。各35分。
Vol.1は第一幕と第二幕、Vol.2は第三幕と第五幕の再編集版となる。
『侍戦隊シンケンジャー コンプリートBlu-ray』
テレビシリーズのBlu-ray BOX。BOX1が2014年2月7日、BOX2が2014年4月11日、BOX3が2014年6月13日に順次リリース。3枚組全3巻で、各巻には本編、映像特典の他、BOX1には第一・二幕特別版、BOX2には『仮面ライダーディケイド』24話および25話、BOX3にはテレビマガジン応募者全員サービスDVD『侍戦隊シンケンジャー スペシャルDVD 光侍驚変身』をBD化して収録。全巻共通の初回限定特典としてスペシャルブックレット（24P）を封入し、BOX1のみの初回限定特典として篠原保描き下ろし全巻収納BOXを同梱。

### その他
『侍戦隊シンケンジャー スペシャルDVD 光侍驚変身（ひかりのさむらい おどろきへんしん）』
テレビマガジン応募者全員サービスDVD。登場キャラクターはシンケンレッド、シンケンゴールド、ダイゴヨウ、黒子、それに同作品の敵役である人語を喋るナナシのみである。
同作品のみのオリジナル要素として、恐竜ディスクを用いてパワーアップしたハイパーシンケンゴールドが登場し、シンケンレッドとともにスーパーナナシと戦う。必殺技は「キョウリュウマル・黄金一閃」。
登場怪人
ナナシ
（作品全体では唯一）人語を喋るナナシ。自分の処遇に不満があると言って外道衆から抜け出したと嘯く。チラシ寿司が好物。盗んだインロウマルを用いてパワーアップしたスーパーナナシに変身、レッドとゴールドを圧倒する。
キャスト
- 志葉丈瑠 - 松坂桃李
- 梅盛源太 - 相馬圭祐

声の出演
- ナナシ - 島田敏
- ダイゴヨウ - 遠近孝一
- ナレーション - 宮田浩徳

スーツアクター
- 福沢博文
- シンケンゴールド - 岡元次郎
- 大林勝
- 佐藤太輔

スタッフ
- 原作 - 八手三郎
- 脚本 - 下山健人
- 監督 - 渡辺勝也

## 他媒体展開

### 他テレビシリーズ
『仮面ライダーディケイド』
本作品の第二十幕・第二十一幕と同作品の第24話・第25話が相互リンクしている。#『仮面ライダーディケイド』との共演も参照。
『海賊戦隊ゴーカイジャー』
第11話と第12話に、志葉薫、丹波歳三が登場。第40話は『ゴセイジャーVSシンケンジャー』の裏エピソードとなっている。ほか、ゴーカイジャーが変身する形で本作品のキャラクターが登場。
『動物戦隊ジュウオウジャー』
2016年9月11日放送分（第29話）にて、バングレイが再生させた者の中の一体として血祭ドウコクが登場。

### 劇場版
『侍戦隊シンケンジャー 銀幕版 天下分け目の戦』
2009年8月8日公開。本作品の単独作品。スーパー戦隊映画としては初となる3D映画として制作・上映（2D版も上映）。
『侍戦隊シンケンジャーVSゴーオンジャー 銀幕BANG!!』
2010年1月30日公開。本作品と『ゴーオンジャー』のクロスオーバー作品。
『天装戦隊ゴセイジャーVSシンケンジャー エピックon銀幕』
2011年1月22日公開。本作品と『ゴセイジャー』のクロスオーバー作品。
『ゴーカイジャー ゴセイジャー スーパー戦隊199ヒーロー大決戦』
2011年6月11日公開。『ゴーカイジャー』と『ゴセイジャー』のクロスオーバー作品。谷千明と梅盛源太、シンケンオーが登場。
『海賊戦隊ゴーカイジャー THE MOVIE 空飛ぶ幽霊船』
2011年8月6日公開。『ゴーカイジャー』の単独作品。ナナシが登場。
『仮面ライダー×スーパー戦隊 スーパーヒーロー大戦』
2012年4月21日公開。初期メンバーと血祭ドウコクが登場。
『特命戦隊ゴーバスターズVS海賊戦隊ゴーカイジャー THE MOVIE』
2013年1月19日公開。『ゴーカイジャー』と『ゴーバスターズ』のクロスオーバー作品。志葉薫が登場。
『仮面ライダー×スーパー戦隊×宇宙刑事 スーパーヒーロー大戦Z』
2013年4月27日公開。スーパー戦隊、仮面ライダー、メタルヒーロー各シリーズのクロスオーバー作品。花織ことはや他の初期メンバーと血祭ドウコクおよび薄皮太夫が登場。
『仮面ライダー×スーパー戦隊 超スーパーヒーロー大戦』
2017年3月25日公開。シンケンレッドとシンケンブルーが登場。
『機界戦隊ゼンカイジャー THE MOVIE 赤い戦い! オール戦隊大集会!!』
2021年2月20日公開。『機界戦隊ゼンカイジャー』の劇場作品。シンケンレッドが登場。
『セイバー+ゼンカイジャー スーパーヒーロー戦記』
2021年7月22日公開。仮面ライダー50周年×スーパー戦隊45作品記念作品。
谷千明 / シンケングリーンが出演。

### Vシネマ
『帰ってきた侍戦隊シンケンジャー 特別幕』
2010年6月21日リリース。
同作品以降、Vシネマ作品はテレビシリーズ放送終了後にも単独作品として制作・リリースされるようになった。

### Vシクネスト
『宇宙戦隊キュウレンジャーVSスペース・スクワッド』
2018年8月8日リリース。腑破十臓とナナシ連中が登場。

### なりきりムービー
『なりきりムービー 侍戦隊シンケンジャー -特別幕- 新侍英雄伝』
バンダイが運営する子供写真館「キッズフォトバンダイスタジオ」の撮影サービス用DVD。監督は加藤弘之。
オリジナルストーリーに子供が登場する映像を撮影できるサービス。特典として非売品秘伝ディスクがプレゼントされた。

### 吉本新喜劇
『侍戦隊シンケンジャーとよしもと新喜劇じゃ〜』
2010年2月27日になんばグランド花月で上演。川畑泰史を筆頭に、池乃めだか、Mr.オクレ、未知やすえ、山田花子らの吉本新喜劇役者と共演する舞台。
キャスト
- 民宿花月・主人：池乃めだか
- 民宿花月・女将：浅香あき恵
- 民宿花月・番頭：清水けんじ
- 民宿花月・仲居：未知やすえ
- みやげもの屋・主人：島田一の介
- みやげもの屋の娘：山田花子
- 借金取り立て屋：島木譲二
- シンケンジャー（スーツアクターのみの出演）
- アヤカシ・カゲカムロ
- ナナシ
- カゲツレンジャー - 町内会のヒーローショー。シンケンジャーと一緒に外道衆と戦うことに。
  - カゲツレッド（屋台のラーメン屋・店主）：川畑泰史
  - カゲツブルー（ヘルパー）：青野敏行
  - カゲツピンク（老人ホーム入所者）：若井みどり
  - カゲツイエロー（老人ホーム入所者）：Mr.オクレ
  - カゲツゴールド（老人ホーム入所者）：井上竜夫
  - 借金取り立て屋（グリーンの代理）：中條健一

### コミカライズ
一式まさと作、テレまんがヒーローズ4,5号に第一幕、第十七幕、銀幕版を掲載、スーパーヒーローズ4侍戦隊シンケンジャー&ゴーオンジャー編として単行本化。

### 小説
『小説 侍戦隊シンケンジャー 三度目之勝機―さんどめのしょうき―』
講談社キャラクター文庫（講談社）からスーパー戦隊シリーズのノベライズ第1弾として2013年11月29日発売。著者は大和屋暁。